# 料理の鉄人
『料理の鉄人』（りょうりのてつじん）は、1993年10月10日から1999年9月24日までフジテレビ系列などで放送されていた料理をテーマとしたバラエティ番組。当初は日産自動車の一社提供。

## 概要

### 内容
料理・グルメ漫画などのフィクション作品で描かれる「料理人同士の対決」を現実に行うというコンセプトで始まった。架空の団体「美食アカデミー」の主宰が美食への追求とそれを生み出すに相応しい料理人を求め、美食アカデミー所属の"料理人＝鉄人"と挑戦者を対決させると言う設定で番組は構成されている。

### 対戦シナリオ
「鉄人」と呼ばれるレギュラー出演者のシェフ達と「挑戦者」として登場する毎回異なるゲストシェフが、特別キッチン・スタジオ内の器具や食材を使い調理した料理を、ゲストおよびレギュラーの審査員に試食して審査判定してもらい競う。調理中に実況中継があり、様々なコメントが流れる。
- 「挑戦者」は「鉄人」の中から一人を対戦相手に選んで挑戦する。
- テーマ食材は、主宰がテーブルに掛けられた布を取り、食材が迫で上げられて（食材によっては天井から吊下げられた状態）登場、発表する。
- その食材を使い、最もその魅力を引き出した料理を制限時間（通常は60分間）内に調理する[注 2]。挑戦者は左側、鉄人は右側のキッチンで調理を行う。
- 主宰が「アレ・キュイジーヌ!」（フランス語の Allez cuisine!=「行け!料理!」→「料理始め!」の意）」と、高らかに試合開始を宣言する。残り時間がアナウンスされ、すべての調理が、盛付けを含めて制限時間内に終わらせなければならない[注 3]。
- 助手が2人付く（助手は美食アカデミーから選ばれる）。
- 食材は出汁またはスープ1点のみ持ち込める。調理器具（包丁・まな板等）や皿などは（番組初期を除き）原則として自由に持ち込み可。
  - 実際には自ら持ち込むのでなければ、テーマ食材の候補を見た上で「こういった材料を用意して欲しい」などといった食材に関するリクエストを事前に出すことが可能であり、番組側のフードコーディネーターはそのリクエストの食材の手配に追われたことが「料理の鉄人大全」に記載されている。
- 対戦は原則1対1の個人戦だが、時折チーム戦が組まれることもある。

### テーマ食材
審査基準となるテーマ食材は基本的に調理開始の直前まで秘密になっている。ただし例外として1999年5月14日放送の挑戦者・ミッシェル・ユセールVS鉄人・坂井宏行戦のみ事前にテーマ食材子羊と伝えていた。
- 番組後期には事前にテーマ食材候補として5つの食材のリストが鉄人・挑戦者の双方に渡されるようになった。
- テーマ食材は旬なものだけでなく、挑戦者に有利なもの（例：挑戦者が「和食」でテーマが｢松茸｣や「カツオ」）も多かった。坂井宏行に対してタコ、ハモ、餅、うどん、中村孝明に対しダチョウ、子羊といったテーマのときもあった。
- 「食の禁忌」のある挑戦者に対しては、禁忌食材がテーマとなる事はない（例：精進料理を専門とする僧侶の挑戦者に対しては、とろろ芋やナスといった野菜類がテーマ食材となる）。

### 審査
調理が終わると審査員（当初3人、1995年10月より4人）による採点が行われる。また、主宰の鹿賀は試食には参加するが、採点は行わない。
- 試食の順番は、挑戦者が先、鉄人が後となる。このため「うどん」や「そば」など、時間が経つと麺がのびる等の理由で鉄人が不利になるテーマ食材の場合は、鉄人は50分経過時点で一度調理を中断し、挑戦者の試食終了後に調理を再開するという手順が執られる。
- 4人制になってからは20点満点の採点で、どちらかに1点差以上をつけなければならず、点数の高い方に1票を投じるシステムとなる。審査は票数優先で同票だった場合は合計点が高かった方が勝者となる。

審査例1
| 出場者 | 審査員1 | 審査員2 | 審査員3 | 審査員4 | 合計 | 得票 |
| ------ | ------- | ------- | ------- | ------- | ---- | ---- |
| 挑戦者 | 19      | 19      | 19      | 20      | 77   | 1    |
| 鉄人   | 20      | 20      | 20      | 15      | 75   | 3    |

- 審査例1の場合合計点では挑戦者77点、鉄人75点で挑戦者の方が多く点を獲得しているが、得票では挑戦者1票、鉄人3票となり票数優先のため鉄人の勝ちになる。

審査例2
| 出場者 | 審査員1 | 審査員2 | 審査員3 | 審査員4 | 合計 | 得票 |
| ------ | ------- | ------- | ------- | ------- | ---- | ---- |
| 挑戦者 | 18      | 19      | 19      | 20      | 76   | 2    |
| 鉄人   | 20      | 16      | 20      | 15      | 71   | 2    |

- 審査例2の場合票数では挑戦者、鉄人共に2票だが合計点は挑戦者76点、鉄人71点で挑戦者の勝ちとなる。
- 同点かつ同票だった場合は延長戦を行う（延長戦は審査員4人制開始に伴い導入。レギュラー放送のみ適用され、特番での引き分けは両者勝利となる）。引き分け、再試合による延長戦は過去6回あり、延長戦での鉄人の成績は3勝2敗1分となっている。
- 延長戦は新しいテーマ食材で行われる。最初の食材に関連があるものが選ばれることが多い（ジャガイモ→サツマイモ）。制限時間は30分。出演者には延長戦は嫌われており、鉄人の一人である陳建一は「もちろん勝つことが最高。その次は負けること。最悪は延長戦になること」と言った事がある。道場は延長戦中に恨み節を連発し、坂井に至っては「明日辞める」と延長戦中にこぼした事がある。
- 基本的に「引き分け」という概念は存在しないことが番組のスタンスではあるが、延長戦でもなお決着がつかない場合、その試合は完全に引き分け、両者勝利となる。両者勝利は過去に2度（レギュラー放送と特番で各1回ずつ）あった。
- なお、一度だけ鉄人（中村孝明）、挑戦者双方の料理の出来が悪く「評価に値せず。再試合」とされたことがあった[注 4]。再試合（制限時間60分）では中村の勝利。

## 鉄人
主宰が立つステージの後方に、3人の鉄人が登場する迫、迫の後方に巨大な鉄人のバストアップ写真が飾られている。主宰の「甦るがいい、アイアンシェフ!!」の掛け声で迫から鉄人が登場する。ただし、1994年1月9日放送分の周富徳の道場六三郎とのリターンマッチの際に当初は3人を登場させようとした鹿賀に対して周が「ちょっと待った！3人は必要ない！道場さんだけで十分です。」と言い道場だけ登場した。それ以降、最初から戦う鉄人を決めている場合に関しては（例：挑戦者が菓子職人で対戦する鉄人が必然的に石鍋・坂井・神戸になる場合など）「一人だけ甦るがいい、アイアンシェフ!!」の掛け声で、指定された鉄人のみ登場する。
立ち位置はフレンチの鉄人が左、和の鉄人が中央、中華の鉄人が右である。
対戦成績の連勝記録はレギュラー放送でかつ個人戦に限ったものとする（レギュラー放送での団体戦の勝敗は含まない）。
番組終了から20年以上が経過しても本番組の知名度は高く、フジテレビ以外の放送局や新聞社などでも歴代鉄人について採り上げる際は「鉄人」または「○○の鉄人」として紹介されることが多い。

### 中華の鉄人
初代： 陳建一（ちん けんいち）
鉄人在任期間…1993年10月 - 1999年9月

対戦成績…94戦68勝23敗3分　連勝記録19　勝率72.3％
「赤坂四川飯店」総料理長兼「四川飯店グループ（民権企業株式会社）」代表取締役（当時）。コスチュームカラーは黄色、登場時は手に中華包丁を持つ。
四川料理を日本で広めた陳建民の息子（長男）。1990年、父・建民の逝去に伴い、受け継ぐ形で赤坂四川飯店の二代目のオーナーになる。
出演は、審査員も務めた岸朝子の推薦によるもの。番組開始時から最終回まで後任に交代することなく出演した唯一の鉄人であり、当然全鉄人中最多出場回数を持つ。最終回では全鉄人を代表してスピーチを担当した。
最年少だった番組最初期は不安定で、番組で初めて黒星を喫したのを始め、負け数が他の鉄人よりもかなり多く、挑戦者間では「確実に勝つなら陳」とまで言われたこともあった（毎回鉄人が勝つのは面白くないという事で、負け役の鉄人としてあえて選ばれたとも言われている）。特に女性挑戦者に弱い傾向があり、実際3名の女性挑戦者に敗れている。また挑戦当時22歳だった女性挑戦者の五十嵐美幸に対し、2対2のタイスコアに持ち込まれ、辛うじて得点差1点で勝利をあげたこともある（このとき、陳は「危ねえ、危ねえ」と薄氷の思いを連呼する一方で、挑戦者は「勝利にも等しい」と飛び上がって喜んでいた）。しかし経年の度に飛躍的に勝率を上げ、1994年11月から1996年1月にかけては全鉄人中最長連勝記録の19連勝（このとき同時に1995年には年間無敗記録も達成している）、そこから1勝2敗をはさみ1996年には12連勝を記録（いずれもレギュラー放送での記録）するなど「強い鉄人」の象徴となった。15連勝以上並びに複数回10連勝以上、レギュラー放送での年間無敗記録（1995年）を達成したのは全鉄人中陳が唯一である。
初期で勝率が振るわなかった理由は彼の温厚な性格と、テーマ食材が野菜の場合、無理矢理デザートを作っていた点による（この傾向は後述の中村孝明にも見られた）。初の女性挑戦者であった加賀田京子に負けたときも「かわいい人だなあ」と思いながら漫然と料理をしてしまったと振り返っている。また、神田川俊郎戦では1日3本収録の最後ということもあり、審査員のことを考えさっぱりしたお粥を作ったが、全体としては希薄な印象になってしまったが、ある時期より低迷の理由でもあった無理のあるデザート作りをきっぱりやめるなど研鑽を重ね、成績も向上した。
番組終了後、回顧のインタビューでは番組への苦い思いを吐露したことがある。実際、番組開始3年目の頃には店が多忙なことに加え、実母の逝去が重なったことから本気で番組の降板を考えたが、坂井の説得で思いとどまった。
2023年3月11日に67歳で逝去。番組全盛期の中心を担った三鉄人（陳・道場・坂井）の中では最年少だったにも関わらず、最も早く故人となった。鉄人として番組で長く共演した道場や坂井、主宰役として出演した鹿賀もコメントを発表し追悼した。
対戦成績（特別番組を除く）
| 放送日     | 勝敗 | 挑戦者                               | テーマ食材       | 審査員(太字は実況席のゲスト兼任)                       | 備考                                                    |
| ---------- | ---- | ------------------------------------ | ---------------- | ------------------------------------------------------ | ------------------------------------------------------- |
| 1993.10.31 | ○    | インドラゴリ・パウロ（伊）           | フグ             | 景山民夫、石井苗子、平野雅章                           | 初の外国人挑戦者                                        |
| 1993.11.21 | ●    | 程 一彦（中）                        | タコ             | 秋元康、浅茅陽子、平野雅章                             | 挑戦者初勝利                                            |
| 1994.1.16  | ○    | 王 偉平（中）                        | イカ             | 秋元康、浅茅陽子、平野雅章                             |                                                         |
| 1994.2.6   | ○    | 谷口広一（和）                       | エビ             | 景山民夫、喜多嶋舞、平野雅章                           | 神田川軍団                                              |
| 1994.2.20  | ●    | 神田川俊郎（和）                     | ヒラメ           | 野村克也、喜多嶋舞、平野雅章                           |                                                         |
| 1994.3.6   | ○    | 近藤紳二（中）                       | 小麦粉           | 景山民夫、石田ゆり子、平野雅章                         |                                                         |
| 1994.3.20  | ●    | 加賀田京子（仏）                     | ホタテ           | 神足裕司、石田ゆり子、岸朝子                           | 初の女性挑戦者                                          |
| 1994.4.15  | ○    | 高橋宗孝（和）                       | タケノコ         | 景山民夫、高田万由子、平野雅章                         |                                                         |
| 1994.5.6   | ●    | 山田宏巳（伊）                       | キャベツ         | 栗本慎一郎、高田万由子、平野雅章                       |                                                         |
| 1994.5.27  | ○    | 高橋 清（中）                        | ニンジン         | 秋元康、高田万由子、岸朝子                             |                                                         |
| 1994.6.24  | ○    | 宮本雅彦（仏）                       | 牛乳             | 奥山和由、高田万由子、平野雅章                         |                                                         |
| 1994.7.1   | ○    | 田畑孝一（和）                       | ナス             | 山口敏夫、高田万由子、平野雅章                         |                                                         |
| 1994.7.22  | ●    | ジョエル・ブリュアン＆古高雅史（仏） | スズキ           | 栗本慎一郎、かとうかずこ、高田万由子、平野雅章         | 道場とタッグマッチ                                      |
| 1994.8.19  | ●    | 小林カツ代（家）                     | ジャガイモ       | 栗本慎一郎、高田万由子、平野雅章                       |                                                         |
| 1994.9.2   | ○    | 大迫秀樹（伊）                       | キノコ           | 吉村作治、高田万由子、平野雅章                         |                                                         |
| 1994.9.30  | ○    | 斎藤隆士（中）                       | 芝エビ           | 景山民夫、萬田久子、岸朝子                             |                                                         |
| 1994.10.28 | ●    | 小林幸司（伊）                       | かぼちゃ         | 栗本慎一郎、楠田枝里子、平野雅章                       |                                                         |
| 1994.11.11 | ○    | 杉田 忠（中）                        | 上海ガニ         | 景山民夫、高田万由子、岸朝子                           |                                                         |
| 1994.12.2  | ○    | 中川俊一（中）                       | 麺               | 景山民夫、高田万由子、岸朝子                           |                                                         |
| 1995.1.6   | ○    | 中川敏行（和）                       | モチ             | 栗本慎一郎、千堂あきほ、岸朝子                         |                                                         |
| 1995.1.20  | ○    | 追立久夫（中）                       | ハクサイ         | 景山民夫、南美希子、岸朝子                             |                                                         |
| 1995.2.3   | ○    | ト部吉恵（和）                       | 大豆             | 栗本慎一郎、高田万由子、岸朝子                         | 神田川軍団、5連勝達成                                   |
| 1995.2.17  | ○    | 橋本邦彦（和）                       | 里芋             | 景山民夫、高田万由子、平野雅章                         |                                                         |
| 1995.3.10  | ○    | 島津哲俊（伊）                       | ヤリイカ         | 栗本慎一郎、かとうかずこ、岸朝子                       |                                                         |
| 1995.4.7   | ○    | 張 千代（中）                        | 豆腐             | 景山民夫、小林幸子、岸朝子                             |                                                         |
| 1995.5.5   | ○    | 李 明淑（韓）                        | レバー           | 片岡鶴太郎、高田万由子、岸朝子                         |                                                         |
| 1995.5.19  | ○    | エリオ・オルサーラ（伊）             | カジキマグロ     | 景山民夫、島田陽子、岸朝子                             | 10連勝達成                                              |
| 1995.6.23  | ○    | 野田幸宏（伊）                       | イワシ           | 栗本慎一郎、三田寛子、中村橋之助、岸朝子               |                                                         |
| 1995.7.21  | ○    | 黎 錦倫（中）                        | ツバメの巣       | 栗本慎一郎、尾上菊五郎、岸朝子                         |                                                         |
| 1995.8.4   | ○    | 平野寿将（和）                       | ウニ             | 西川治、楠田枝里子、岸朝子                             |                                                         |
| 1995.8.25  | ○    | 武政佳子（和）                       | アサリ           | 大島渚、高田万由子、岸朝子                             | 神田川軍団                                              |
| 1995.9.22  | ○    | 藤原次雄（中）                       | ナマコ           | 栗本慎一郎、東ちづる、岸朝子                           | 15連勝達成                                              |
| 1995.11.3  | ○    | 萩原雅彦（伊）                       | 手長エビ         | 栗本慎一郎、かとうかずこ、高田万由子、岸朝子           |                                                         |
| 1995.11.10 | ○    | 池川清隆（和）                       | 毛ガニ           | 大島渚、若松親方、高田万由子、チャイラン               |                                                         |
| 1995.12.1  | ○    | 宮本荘三（中）                       | コイ             | 栗本慎一郎、東ちづる、別所毅彦、岸朝子                 | 1995年年間無敗記録達成                                  |
| 1996.1.12  | ○    | 高 進益（中）                        | 干しアワビ       | 大島渚、ジュディ・オング、栗本慎一郎、石井好子         | 番組最多の19連勝達成                                    |
| 1996.1.26  | ●    | 山野辺宏（仏）                       | カサゴ           | 大島渚、東ちづる、片山右京、岸朝子                     | 20連勝ならず                                            |
| 1996.2.2   | ○    | 渡部洋二（和）                       | スッポン         | 栗本慎一郎、高田万由子、高橋英樹、岸朝子               |                                                         |
| 1996.2.23  | ●    | 中沢隆弥（中）                       | シイタケ         | 景山民夫、ジュディ・オング、片岡鶴太郎、岸朝子         |                                                         |
| 1996.3.8   | ○    | 吉田辰次郎（和）                     | タラ             | 大島渚、東ちづる、ばんばひろふみ、岸朝子               |                                                         |
| 1996.3.29  | ○    | 森 克明（伊）                        | ホウレンソウ     | 景山民夫、三田寛子、吉村作治、岸朝子                   |                                                         |
| 1996.4.26  | ○    | 何 業文（中）                        | レタス           | 景山民夫、高田万由子、財津一郎、岸朝子                 |                                                         |
| 1996.5.10  | ○    | 森川俊二（タイ）                     | パイナップル     | 景山民夫、松本伊代、デーブ大久保、岸朝子               |                                                         |
| 1996.5.31  | ○    | 後藤市雄（伊）                       | アオリイカ       | 栗本慎一郎、高田万由子、江本孟紀、岸朝子               | 2度目の5連勝達成                                        |
| 1996.7.5   | ○    | 野村孝之（和）                       | アユ             | 栗本慎一郎、桃井かおり、片岡鶴太郎、岸朝子             |                                                         |
| 1996.8.2   | ○    | 山本 猛（中）                        | 黒豚             | 加納典明、高樹沙耶、三田村邦彦、岸朝子                 |                                                         |
| 1996.8.16  | ○    | 津川利蔵（寿司）                     | アナゴ           | 景山民夫、中嶋朋子、谷沢健一、岸朝子                   |                                                         |
| 1996.8.30  | ○    | 島田紳助（和）                       | 大正エビ         | 景山民夫、斉藤慶子、財津一郎、岸朝子                   |                                                         |
| 1996.10.4  | ○    | 柏原剛雄（和）                       | 冬瓜             | 景山民夫、かとうかずこ、高橋英樹、岸朝子               | 2度目の10連勝達成                                       |
| 1996.11.1  | ○    | ダニエラ・オージック（伊）           | きのこ           | 栗本慎一郎、大石恵、三田村邦彦、石井好子               |                                                         |
| 1996.12.6  | ○    | 石崎幸雄（伊）                       | ニンニク         | 江本孟紀、かとうかずこ、神田正輝、岸朝子               |                                                         |
| 1997.1.17  | ●    | 道筆 博（中）                        | 干し貝柱         | 江本孟紀、財津一郎、大石恵、岸朝子                     |                                                         |
| 1997.2.14  | ○    | 黄 宝康（中）                        | 米               | 加納典明、斉藤慶子、布施明、岸朝子                     |                                                         |
| 1997.3.14  | ●    | 脇屋友詞（中）                       | パパイヤ         | 景山民夫、東ちづる、里見浩太朗、岸朝子                 | リターンマッチ                                          |
| 1997.4.25  | ○    | おおつきちひろ（西）                 | トマト           | 加納典明、田中美奈子、片岡鶴太郎、岸朝子               |                                                         |
| 1997.5.23  | ○    | 高木政雄（中）                       | ピータン         | 加納典明、純名里沙、山本譲二、チャイラン               |                                                         |
| 1997.6.27  | ●    | 周 権中（中）                        | アカハタ         | 加納典明、高樹沙耶、チャイラン、岸朝子                 | 香港返還記念試合                                        |
| 1997.7.18  | ○    | 松野義一（寿司）                     | シャコ           | 栗本慎一郎、岸本加世子、財津一郎、岸朝子               |                                                         |
| 1997.8.15  | ○    | 川口宗清尼（和）                     | ナス             | 加納典明、井上晴美、里見浩太朗、岸朝子                 |                                                         |
| 1997.9.26  | ○    | 五十嵐美幸（中）                     | キュウリ         | 栗本慎一郎、遠山景織子、名高達男、岸朝子               |                                                         |
| 1997.10.17 | ○    | 長坂松夫（中）                       | スペアリブ       | 栗本慎一郎、斉藤慶子、石原良純、岸朝子                 |                                                         |
| 1997.11.21 | ○    | 松島 徹（中）                        | 上海ガニ         | 栗本慎一郎、秋野暢子、高橋英樹、岸朝子                 | 3度目の5連勝達成                                        |
| 1998.1.9   | ○    | 井上明彦（和）                       | 荒巻鮭           | 栗本慎一郎、野村沙知代、野村克也、岸朝子               |                                                         |
| 1998.1.30  | ○    | 唐 朝輝（中）                        | ブラックタイガー | 景山民夫、大石恵、石原良純、チャイラン                 |                                                         |
| 1998.4.17  | ●    | 原田充郎（和）                       | サワラ           | 加藤和彦、東ちづる、堀内孝雄、岸朝子                   |                                                         |
| 1998.4.24  | ○    | 島村 隆（和）                        | 平貝             | 加納典明、斉藤慶子、石原良純、岸朝子                   |                                                         |
| 1998.5.22  | △    | 梁 樹卿（中）                        | 豚バラ           | 栗本慎一郎、斉藤慶子、石原良純、細木数子               |                                                         |
| 1998.5.29  | ●    | 梁 樹卿（中）                        | コンニャク       | 栗本慎一郎、斉藤慶子、石原良純、細木数子               | 延長戦                                                  |
| 1998.6.19  | ○    | ケンタロウ（家）                     | 新ジャガ         | 加納典明、小林幸子、石田純一、岸朝子                   |                                                         |
| 1998.7.17  | ○    | 伊東淳一（仏）                       | ヨーグルト       | 栗本慎一郎、秋野暢子、あおい輝彦、石井好子             | 岸朝子推薦チャレンジャー                                |
| 1998.8.21  | ○    | 宮澤 薫（中）                        | コイ             | 加納典明、菊池麻衣子、北大路欣也、岸朝子               |                                                         |
| 1998.9.18  | ○    | 丸山日出樹（伊）                     | イワシ           | 加納典明、斉藤慶子、西郷輝彦、細木数子                 |                                                         |
| 1998.10.16 | ○    | 加賀田京子（仏）                     | 仔牛             | 加納典明、岸本加世子、コーン、岸朝子                   | 逆リターンマッチ、4度目の5連勝達成                      |
| 1998.11.13 | ○    | 八木沼久男（中）                     | チンゲンサイ     | 加納典明、鳩山幸、鳩山由紀夫、細木数子                 | 聘珍樓軍団                                              |
| 1998.12.18 | ○    | 菅沼美都雄（中）                     | フカヒレ         | 栗本慎一郎、秋野暢子、チャイラン、細木数子             | 聘珍樓軍団                                              |
| 1999.1.8   | ●    | 謝 華顕（中）                        | 伊勢エビ         | 加納典明、萬田久子、佐々木主浩、細木数子               | 聘珍樓軍団                                              |
| 1999.2.26  | ○    | 浅尾良三（仏）                       | チョウザメ       | 栗本慎一郎、中丸三千繪、岡田眞澄、岸朝子               |                                                         |
| 1999.4.2   | ●    | 崔 玉芬（中）                        | 白菜             | 栗本慎一郎、岸本加世子、谷村新司、岸朝子               |                                                         |
| 1999.5.7   | ●    | 大久保武志（中）                     | モヤシ           | 栗本慎一郎、雛形あきこ、堀内孝雄、石井好子             |                                                         |
| 1999.5.21  | ○    | スパノ・ステルビオ（伊）             | 乳飲み豚         | 栗本慎一郎、東ちづる、高橋英樹、岸朝子                 | 主宰ボイコット試合 神田正輝推薦チャレンジャー           |
| 1999.7.9   | ○    | 舘野雄二（和）                       | ウニ             | 斉藤慶子、石原良純、ニーナ・ザガット、ティム・ザガット | 道場六三郎推薦チャレンジャー ザガット・サーベイ認定試合 |
| 1999.7.30  | △    | ドミニク・コルビ（仏）               | フォアグラ       | 加納典明、浅野ゆう子、福留功男、細木数子               | 300人目の挑戦者                                         |
| 1999.8.6   | △    | ドミニク・コルビ（仏）               | アスパラガス     | 加納典明、浅野ゆう子、福留功男、細木数子               | 延長戦 判定 両者同点勝利                                |

### フレンチの鉄人
初代：石鍋裕（いしなべ ゆたか）
鉄人在任期間…1993年10月 - 1994年1月
対戦成績…8戦7勝1敗　連勝記録4　通算勝率87.5％（現役時代の勝率は80.0％）
西麻布「クイーンアリス迎賓館」オーナーシェフ。1970年代に日本におけるフランス料理界の発展を図ることを目的に当時の新進気鋭の料理人達の手で結成された「クラブ・デトラント」のメンバーである。番組では「フランス料理界のヴィスコンティ」と称されている。
コスチューム（コックコート）カラーは緑、登場時は手にパプリカを持つ。
記念すべき第1回の対決に登場した鉄人でもあるが、経営者としても多忙を極めていた（皇室御用達になった）ため出演の時間に事欠き、結局は「店の経営と両立出来ない」さらに「1回負けてしまった」（その際の対戦相手はジャック・ボリー）という理由で、実戦わずか5回で引退した。対戦回数が少な過ぎるため、他の鉄人との単純な比較はできないが、通算勝率87.5％は鉄人中最高となっている（ただし引退後の1戦はチーム戦であり、しかも判定は同点であったが鹿賀の独断で勝利とされたもので、実質的な対戦成績は8戦6勝1敗1分、通算勝率は75.0％になる）。
引退後は番組初の「名誉鉄人」の座についた。選出当初から多忙であったため、一度は出演を断ったが、「3か月だけでも」という番組スタッフの説得に応じて鉄人として番組に出演し、その通り開始3か月で降板した。引退後2度、挑戦者からの指名で復帰し、いずれも勝利している。
対戦成績（特別番組を除く）
| 放送日     | 勝敗 | 挑戦者                 | テーマ食材 | 審査員                         | 備考                       |
| ---------- | ---- | ---------------------- | ---------- | ------------------------------ | -------------------------- |
| 1993.10.10 | ○    | 丸山 剛（中）          | 鮭         | 景山民夫、石井苗子、平野雅章   | レギュラー放送初試合       |
| 1993.11.7  | ○    | 工藤敏之（仏）         | 豆腐       | 景山民夫、井上絵美、平野雅章   | 坂井宏行の部下             |
| 1993.11.28 | ○    | 武藤正人（和）         | ダイコン   | 秋元康、浅茅陽子、平野雅章     |                            |
| 1993.12.12 | ○    | 大山栄蔵（パティ）     | バナナ     | 秋元康、今田美奈子、岸朝子     | デザート対決               |
| 1993.12.19 | ●    | ジャック・ボリー（仏） | チキン     | 田中康夫、喜多嶋舞、平野雅章   | クリスマス対決             |
| 1995.4.14  | ○    | 澤口知之（伊）         | カレイ     | 栗本慎一郎、高田万由子、岸朝子 | 復帰戦1                    |
| 1995.6.30  | ○    | 釜谷孝義（仏）         | アボカド   | 栗本慎一郎、東ちづる、岸朝子   | 復帰戦2 クラブ・ミストラル |

 二代目： 坂井宏行（さかい ひろゆき）
鉄人在任期間…1994年2月 - 2002年1月
対戦成績…87戦70勝16敗1分　連勝記録8（3回達成）　勝率80.4％
渋谷「ラ・ロシェル」オーナーシェフ。石鍋とは旧知の間柄で、石鍋と同じく「クラブ・デトラント」のメンバー。番組では「フランス料理界のドラクロワ」と称されている。
コスチューム（コックコート）カラーは赤、登場時は手に洋梨を持つ。
鉄人デビューは1994年2月。KIHACHIの熊谷喜八シェフの推薦によって出演することになる。当初は4月で番組が終わると聞いており、2、3回の出演だろうと思っていたが、後述の道場・陳とともに番組を長く支えた鉄人の1人でもある。全鉄人中最多勝利数を記録し番組の全期間を通して安定した成績を残し、10連勝以上こそなかったものの5連勝以上は全鉄人中最多の7回記録している。
テーマ食材にフランス料理によく使われるオマールがくると3連敗を喫した事もあったために、スタッフからは「負け犬オマール」や「そんなにオマールに弱いの?」と嫌味を言われ悔しかった時期があったという。しかし、オマール以外の魚介類の対決では圧倒的な強さを見せ、「フィッシュ坂井」の異名もあった。
番組初期では「1時間という時間ではちゃんとした料理を作ろうとすれば3品が限界」と語り、3品しか作っていなかったが、後期では考え方を改め、4品 - 5品作るようになっていった。
デザートとしてテーマ食材に因んだシャーベットやアイスを作っていたが、主に機材トラブルに起因する失敗の方が多かった（ただし、氷菓子の失敗に関しては坂井だけではなく挑戦者にもしばしば見られた傾向である）。
番組出演中でも常に勉強の姿勢を忘れず、挑戦者サイドの試食後の皿を味見したり、相手方の助手に味付けを尋ねたりすることもあったという。
石鍋の後任として鉄人に起用された坂井だが、年齢は前任の石鍋よりも6歳年上である。また坂井の鉄人就任以前に坂井の部下である工藤敏之が石鍋に挑戦するも敗れている。
対戦成績（特別番組を除く）
| 放送日     | 勝敗 | 挑戦者                         | テーマ食材         | 審査員                                             | 備考                                                       |
| ---------- | ---- | ------------------------------ | ------------------ | -------------------------------------------------- | ---------------------------------------------------------- |
| 1994.2.27  | ○    | ギィ・ショック（仏）           | カキ               | 栗本慎一郎、喜多嶋舞、平野雅章                     |                                                            |
| 1994.3.13  | ○    | 北見博幸（伊）                 | トマト             | 景山民夫、喜多嶋舞、平野雅章                       |                                                            |
| 1994.4.22  | ○    | 中川麻里生（仏）               | 羊                 | 景山民夫、高田万由子、岸朝子                       |                                                            |
| 1994.5.13  | ○    | 船津博美（寿司）               | カツオ             | 橋本大二郎、喜多嶋舞、平野雅章                     | 初の寿司職人                                               |
| 1994.5.20  | ○    | 木村政敏（中）                 | アヒル             | 秋元康、高田万由子、平野雅章                       | 5連勝達成                                                  |
| 1994.6.17  | ○    | 脇屋友詞（中）                 | ウニ               | 景山民夫、高田万由子、平野雅章                     | 山本益博推薦チャレンジャー                                 |
| 1994.7.15  | ●    | 清水忠明（仏）                 | オマール           | 栗本慎一郎、田村翔子、平野雅章                     |                                                            |
| 1994.7.29  | ○    | 斎藤 満（中）                  | 牛肉               | 秋元康、大塚寧々、平野雅章                         |                                                            |
| 1994.8.12  | ○    | 小山裕久（和）                 | ハモ               | 糸井重里、高田万由子、平野雅章                     |                                                            |
| 1994.9.23  | ○    | 藤井宗哲（和）                 | トロロイモ         | 栗本慎一郎、沢田亜矢子、岸朝子                     |                                                            |
| 1994.10.7  | ●    | 高橋正光（和）                 | マツタケ           | 吉村作治、蓮舫、岸朝子                             |                                                            |
| 1994.10.21 | ○    | 関端克之（仏）                 | パン               | 沢田研二、高田万由子、岸朝子                       |                                                            |
| 1994.11.25 | ●    | 川崎誠也（仏）                 | ウズラ             | 栗本慎一郎、高田万由子、岸朝子                     |                                                            |
| 1994.12.16 | ○    | 脇 雅代（仏）                  | イチゴ             | 秋元康、深津絵里、高田万由子、岸朝子               | クリスマスデザート対決                                     |
| 1995.1.13  | ○    | 山田康司（仏）                 | カブ               | 栗本慎一郎、高田万由子、岸朝子                     | 石鍋裕推薦チャレンジャー                                   |
| 1995.1.27  | ○    | 近藤冬子（パティ）             | リンゴ＆チョコ     | 秋元康、梅宮アンナ、岸朝子                         | バレンタイン対決                                           |
| 1995.2.24  | ○    | 小峰敏宏（仏）                 | アスパラガス       | 景山民夫、片岡鶴太郎、岸朝子                       | 見田盛夫推薦チャレンジャー                                 |
| 1995.3.17  | ○    | 湯浅薰男（仏）                 | タラ               | 栗本慎一郎、松雪泰子、平野雅章                     | 2度目の5連勝達成                                           |
| 1995.4.21  | ○    | 山東邦男（和）                 | 蛤                 | 景山民夫、萬田久子、岸朝子                         |                                                            |
| 1995.5.12  | ○    | 柳館 功（仏）                  | キャビア           | 景山民夫、高田万由子、岸朝子                       | クラブ・ミストラル                                         |
| 1995.6.2   | ○    | 大宮勝雄（仏）                 | タマネギ           | 栗本慎一郎、東ちづる、平野雅章                     |                                                            |
| 1995.6.9   | ●    | 岡部和隆（仏）                 | 仔羊               | 景山民夫、高田万由子、岸朝子                       | クラブ・ミストラル                                         |
| 1995.7.7   | ○    | 河合隆良（仏）                 | 舌平目             | 景山民夫、楠田枝里子、岸朝子                       |                                                            |
| 1995.7.14  | ○    | 小美野晴愛（和）               | 鮎                 | 栗本慎一郎、高田万由子、岸朝子                     |                                                            |
| 1995.7.28  | ○    | 永松信一（伊）                 | ナス               | 景山民夫、高田万由子、岸朝子                       |                                                            |
| 1995.8.18  | ○    | サルバトーレ兄弟（伊）         | トマト             | 秋元康、西城秀樹、岸朝子                           | 道場とタッグマッチ                                         |
| 1995.9.1   | ○    | ジョエル・ブリュアン（仏）     | 鮭                 | 栗本慎一郎、泉ピン子、岸朝子                       | 全鉄人制覇挑戦試合                                         |
| 1995.9.15  | ○    | フィリップ・オブロン（仏）     | ザリガニ           | 秋元康、木村太郎、岸朝子                           | 3度目の5連勝達成                                           |
| 1995.10.13 | ○    | 中嶋貞治（和）                 | 米                 | 栗本慎一郎、鶴田真由、高田万由子、岸朝子           | 平野雅章推薦チャレンジャー                                 |
| 1995.11.17 | ○    | 神田川俊郎（和）               | レンコン           | 景山民夫、ジュリー・ドレフェス、桂三枝、岸朝子     | 100人目の挑戦者                                            |
| 1995.11.24 | ○    | ブルーノ・メナール（仏）       | エスカルゴ         | 秋元康、斉藤慶子、井上順、岸朝子                   |                                                            |
| 1995.12.8  | ●    | 太田忠道（和）                 | タコ               | 栗本慎一郎、かとうかずこ、宮本亜門、岸朝子         |                                                            |
| 1995.12.15 | ○    | フィリップ・グルート（仏）     | カキ               | 秋元康、細川ふみえ、ジュリー・ドレフェス、石井好子 |                                                            |
| 1996.1.19  | ○    | 牛丸英敏（仏）                 | カレー粉           | 栗本慎一郎、斉藤慶子、桂三枝、岸朝子               |                                                            |
| 1996.2.9   | ○    | 柳 正司（パティ）              | 洋梨               | 景山民夫、東ちづる、近藤真彦、岸朝子               | バレンタイン対決                                           |
| 1996.2.16  | ○    | 館山仁一（仏）                 | ネギ               | 大島渚、斉藤慶子、きよ彦、岸朝子                   | 神田川軍団                                                 |
| 1996.3.15  | ○    | 長田銑司（和）                 | ホタテ             | 栗本慎一郎、楠田枝里子、神田正輝、岸朝子           | 4度目の5連勝達成                                           |
| 1996.5.17  | ○    | 高尾 保（仏）                  | アワビ             | 景山民夫、斉藤慶子、森喜朗、岸朝子                 |                                                            |
| 1996.6.7   | ○    | 曽野部好信（和）               | イクラ             | 江本孟紀、鳩山由紀夫、萬田久子、岸朝子             |                                                            |
| 1996.6.21  | ●    | フィリップ・バトン（仏）       | ベーコン           | 栗本慎一郎、東ちづる、岡田眞澄、岸朝子             |                                                            |
| 1996.7.19  | ○    | 浮 義正（和）                  | 大トロ             | 江本孟紀、高田万由子、山城新伍、岸朝子             |                                                            |
| 1996.8.23  | ○    | 菅原健二（米）                 | トウモロコシ       | 景山民夫、東ちづる、財津一郎、岸朝子               |                                                            |
| 1996.9.13  | ○    | 曽 兆明（中）                  | ソフトシェルクラブ | 景山民夫、高樹沙耶、高島忠夫、岸朝子               |                                                            |
| 1996.11.8  | ●    | 山岡 洋（中）                  | 白菜               | 景山民夫、斉藤慶子、岡田眞澄、岸朝子               |                                                            |
| 1996.11.15 | ○    | ウェイン・ニシ（米）           | リンゴ             | 栗本慎一郎、高田万由子、江本孟紀、服部幸應         |                                                            |
| 1996.12.13 | ○    | 鈴木芳雄（パティ）             | オレンジ           | 栗本慎一郎、遠山景織子、加納典明、岸朝子           | クリスマス対決                                             |
| 1997.1.10  | ○    | 笠原 寛（和）                  | モチ               | 栗本慎一郎、落合博満、落合信子、岸朝子             |                                                            |
| 1997.1.24  | △    | ローリー・ケネディ（英）       | ウサギ             | 景山民夫、斎藤陽子、岡田眞澄、岸朝子               |                                                            |
| 1997.1.31  | ○    | ローリー・ケネディ（英）       | ハト               | 景山民夫、斎藤陽子、岡田眞澄、岸朝子               | 延長戦                                                     |
| 1997.2.21  | ○    | 島田哲也（仏）                 | トリュフ           | 江本孟紀、増田恵子、片岡鶴太郎、岸朝子             |                                                            |
| 1997.3.7   | ●    | 城 悦男（仏）                  | ワイン             | 景山民夫、かとうかずこ、加藤和彦、岸朝子           | リターンマッチ                                             |
| 1997.3.28  | ○    | 北見博幸（伊）                 | ハチミツ           | 江本孟紀、阿川泰子、加藤和彦、岸朝子               | リターンマッチ                                             |
| 1997.4.18  | ○    | 奥村眞三（仏）                 | タケノコ           | 江本孟紀、萬田久子、財津一郎、岸朝子               |                                                            |
| 1997.5.2   | ○    | 佐々木清恭（仏）               | スズキ             | 加納典明、石川さゆり、桂三枝、岸朝子               |                                                            |
| 1997.5.30  | ○    | ジェルマーノ・オルサーラ（伊） | ハム               | 景山民夫、斉藤慶子、梅宮辰夫、岸朝子               | エリオ・オルサーラの弟                                     |
| 1997.6.20  | ○    | 佐藤訓生（和）                 | カンパチ           | 栗本慎一郎、矢野顕子、三田村邦彦、岸朝子           | 5度目の5連勝達成                                           |
| 1997.7.11  | ○    | 石川敏行（中）                 | ウニ               | 江本孟紀、大石恵、坂東八十助、岸朝子               |                                                            |
| 1997.8.1   | ○    | 豊嶋誠司（仏）                 | 牛乳               | 江本孟紀、川島なお美、堀内孝雄、岸朝子             |                                                            |
| 1997.8.22  | ○    | ピエトロ・アンドロゾーニ（伊） | メロン             | 景山民夫、一色紗英、加藤和彦、石井好子             | デザート対決                                               |
| 1997.9.12  | ●    | 中嶋壽幸（仏）                 | 牛ほほ肉           | 景山民夫、岸本加世子、岡田眞澄、岸朝子             |                                                            |
| 1997.10.24 | ○    | 後藤雅司（仏）                 | 手長エビ           | 景山民夫、大石恵、加藤和彦、本間千枝子             |                                                            |
| 1998.1.23  | ○    | 松本吉正（和）                 | 松葉ガニ           | 栗本慎一郎、秋野暢子、江夏豊、石井好子             |                                                            |
| 1998.2.6   | ●    | 佐藤文昭（和）                 | ダイコン           | 栗本慎一郎、飯星景子、里見浩太朗、細木数子         | 有田焼限定                                                 |
| 1998.3.6   | ○    | 近藤元人（和）                 |                    | 安達祐実、細川直美、秋野暢子、岸朝子               | ひな祭り対決                                               |
| 1998.4.10  | ○    | 市川知志（仏）                 | ほろほろ鳥         | 栗本慎一郎、麻木久仁子、岡田眞澄、細木数子         | ウェッジウッド限定                                         |
| 1998.6.5   | ○    | 小林久美子（仏）               | 見島牛             | 加納典明、大石恵、コーン、細木数子                 |                                                            |
| 1998.7.10  | ○    | 下川秀蔵（中）                 | 金華豚             | 栗本慎一郎、増田恵子、片岡鶴太郎、岸朝子           |                                                            |
| 1998.8.14  | ○    | 渡部政信（仏）                 | もも               | 栗本慎一郎、藤谷美和子、長嶋一茂、細木数子         | 助手抜き、単独で調理を行った試合、6度目の5連勝達成         |
| 1998.9.11  | ○    | 三浦経則（伊）                 | スルメイカ         | 加納典明、細川ふみえ、石原良純、細木数子           |                                                            |
| 1998.10.9  | ●    | ロン・シーゲル（仏）           | ロブスター         | 加納典明、森下愛子、加藤和彦、細木数子             |                                                            |
| 1998.11.6  | ○    | 永山和美（和）                 | サンマ             | 栗本慎一郎、麻木久仁子、山本譲二、細木数子         |                                                            |
| 1998.12.4  | ○    | 間 光男（仏）                  | カモ               | 栗本慎一郎、斉藤慶子、岡田眞澄、岸朝子             |                                                            |
| 1999.1.15  | ○    | 上村孝栄（和）                 | タラ               | 栗本慎一郎、秋野暢子、片岡鶴太郎、細木数子         |                                                            |
| 1999.2.19  | ○    | 仙場才也（和）                 | 阿修羅ガキ         | 加納典明、純名里沙、近藤真彦、岸朝子               |                                                            |
| 1999.3.19  | ○    | 細貝孝司（仏）                 | オックステール     | 栗本慎一郎、斉藤慶子、コーン、細木数子             | 加納典明推薦チャレンジャー、7度目の5連勝達成               |
| 1999.4.9   | ●    | 小森 亨（和）                  | うどん             | 加納典明、藤谷美和子、渡辺徹、岸朝子               |                                                            |
| 1999.5.14  | ●    | ミッシェル・ユセール（仏）     | 仔羊               | 加納典明、仁科亜季子、長嶋一茂、岸朝子             | テーマ食材事前発表の上での対戦                             |
| 1999.6.25  | ○    | 牧尾 勲（仏）                  | 黒豚               | 栗本慎一郎、秋野暢子、柴俊夫、細木数子             | 坂井宏行料理人生活40周年記念試合、坂井の中学生時代の同級生 |
| 1999.8.27  | ○    | 古賀義英（仏）                 | エイ               | 加納典明、萬田久子、北大路欣也、細木数子           |                                                            |

### 和の鉄人
初代：道場六三郎（みちば ろくさぶろう）
鉄人在任期間…1993年10月 - 1996年1月
対戦成績…39戦33勝5敗1分　連勝記録11　通算勝率84.6％（現役時代の勝率は87.1％）
番組開始当時は銀座「ろくさん亭」主人。コスチュームカラーは青。
後に二代目鉄人となる中村孝明や福井幸雄（岡山市「味塾　時の流れ」主人で平成4年度・卓越技能表彰者）らにスケジュールが合わないと断られたため、「1年のみ」の条件を呑む形で第2候補だった道場に鉄人起用の打診が来た。ただし、この条件はちょうど1年目でアルトア・ルターに敗れた結果、道場の考え方が変わり、消滅した。
現役時代の対戦成績は27勝3敗1分と勝率9割に迫り、圧倒的な強さを誇った。番組内の公式見解をはじめ、誰もが認める全鉄人の中の最強鉄人であった。
和食の料理人でありながらジャンルにとらわれない料理を生み出し、「日本料理界の異端児」と称された（鉄人晩期には「地球料理」を標榜）。「無国籍料理」と称される回もあった。
対決中に必ず筆で「お品書き」を書くシーンがお馴染みでもあった。料理・作業の方向性をアシスタントらに伝えるほか、対戦相手を呑み込もうという意図もあったという。フォアグラを平仮名で「ほあぐら」と書く事などが特徴的であった。
また、「出汁（だし）は1品だけなら持込可」というルールがあったにもかかわらず、常に対決開始時に作っていた。この鰹節、昆布をふんだんに使った出汁は福井アナに『命の出汁』と名づけられ、その作成シーンがお品書きを書くシーンと並んで道場出演時の序盤で必ず流されていた。
高齢の為（番組開始当時は62歳）、途中病気により番組に登場できない時期もあったほか、後半は一時期精彩を欠く戦いを見せることがあった。
「素材に国境はない」「素材を成仏させる」などの名言を残しつつ、後継の鉄人に後述の中村を指名し引退。後に「（高齢のために体力が衰えて）鯛の頭を包丁で割れなくなった時、引退を決意した」と語っている。石鍋に続いて「名誉鉄人」の座についた。
初期のレギュラー審査員であった髙田万由子とはそりが合わず、「あんな小娘にああだこうだ言われたくないね」と当番組以外では語っていた。高齢で味付けが濃い目だったせいか、高田だけではなく、鈴木杏樹、広末涼子といった若い女優には厳しい評価をうける場面もあった。
番組出演の傍ら港区赤坂に「ブラッセリー六三郎」（その後「ポワソン六三郎」に改名）を開店した（2017年閉店）ほか、2001年には銀座にもう一軒の店「懐食みちば」をオープンしている。
2025年に94歳の誕生日を迎え、歴代の鉄人の中でも最年長かつ最長寿である。
対戦成績（特別番組を除く）
| 放送日     | 勝敗 | 挑戦者                               | テーマ食材   | 審査員                                         | 備考                                         |
| ---------- | ---- | ------------------------------------ | ------------ | ---------------------------------------------- | -------------------------------------------- |
| 1993.10.17 | ○    | 小早川陽青（仏）                     | フォアグラ   | 秋元康、石井苗子、岸朝子                       |                                              |
| 1993.11.14 | ○    | 周 富輝（中）                        | ロブスター   | 景山民夫、井上絵美、岸朝子                     |                                              |
| 1993.12.5  | ○    | 周 富徳（中）                        | タラバガニ   | きよ彦、石井苗子、平野雅章                     |                                              |
| 1994.1.9   | ●    | 周 富徳（中）                        | 豚           | 栗本慎一郎、藤真利子、平野雅章                 | リターンマッチ                               |
| 1994.1.23  | ○    | 星野 淳（無）                        | タマゴ       | きよ彦、石井苗子、平野雅章                     | 素人の高校教師                               |
| 1994.1.30  | ○    | 田辺年男（仏）                       | タイ         | 神足裕司、石井苗子、岸朝子                     |                                              |
| 1994.2.13  | ○    | 正木数義（和）                       | アナゴ       | 栗本慎一郎、喜多嶋舞、平野雅章                 | 神田川軍団                                   |
| 1994.3.27  | ○    | 小田倉秀昭（伊）                     | チーズ       | きよ彦、喜多嶋舞、平野雅章                     |                                              |
| 1994.4.8   | ○    | 後藤紘一良（和）                     | 米           | 秋元康、石田ひかり、平野雅章                   | 5連勝達成                                    |
| 1994.4.29  | ○    | 服部幸應（無）                       | トリュフ     | ジョエル・ロブション、喜多嶋舞、平野雅章       |                                              |
| 1994.6.3   | ○    | 石川邦行（和）                       | 納豆         | 景山民夫、田中律子、平野雅章                   |                                              |
| 1994.6.10  | ○    | 花戸克己（和）                       | アユ         | 糸井重里、河野景子、平野雅章                   | 神田川軍団                                   |
| 1994.7.8   | ○    | 米良 隆（和）                        | マグロ       | 栗本慎一郎、高田万由子、岸朝子                 |                                              |
| 1994.7.22  | ●    | ジョエル・ブリュアン＆古高雅史（仏） | スズキ       | 栗本慎一郎、かとうかずこ、高田万由子、平野雅章 | 陳とタッグマッチ                             |
| 1994.8.5   | ○    | 吉田靖彦（和）                       | ウナギ       | 景山民夫、高田万由子、平野雅章                 | 神田川軍団 個人戦10連勝達成                  |
| 1994.8.26  | ○    | 中澤敬二（仏）                       | トウモロコシ | 秋元康、ジュリー・ドレフェス、平野雅章         |                                              |
| 1994.9.9   | ●    | アルトア・ルター（仏）               | ピーマン     | 糸井重里、かとうかずこ、平野雅章               |                                              |
| 1994.9.16  | ○    | 廣井 勉（仏）                        | サンマ       | 梅宮辰夫、高田万由子、岸朝子                   |                                              |
| 1994.10.14 | ○    | 許 沛榮（中）                        | フカヒレ     | 糸井重里、坂本龍一、岸朝子                     |                                              |
| 1994.11.4  | ○    | 河田康雄（和）                       | アンコウ     | 栗本慎一郎、高田万由子、岸朝子                 |                                              |
| 1994.11.18 | ○    | 梅宮辰夫（無）                       | アジ         | 栗本慎一郎、萬田久子、平野雅章                 |                                              |
| 1994.12.9  | ○    | 古庄 浩（仏）                        | 七面鳥       | 景山民夫、高田万由子、岸朝子                   | 野村克也推薦チャレンジャー、2度目の5連勝達成 |
| 1995.2.10  | ○    | 鈴木眞夫（仏）                       | 松葉ガニ     | 景山民夫、高田万由子、岸朝子                   |                                              |
| 1995.3.3   | ○    | 王 志堅（中）                        | タマゴ       | 俵万智、高田万由子、栗本慎一郎                 |                                              |
| 1995.4.28  | ○    | 玉野圭介（和）                       | アマダイ     | 栗本慎一郎、東ちづる、岸朝子                   | 神田川軍団                                   |
| 1995.5.26  | ○    | 城 悦男（仏）                        | ブロッコリー | 高田万由子、海部俊樹、海部幸世、秋元康         |                                              |
| 1995.6.16  | ●    | 曽 明星（中）                        | ワタリガニ   | 栗本慎一郎、東ちづる、岸朝子                   | この試合後、体調不良により一時休演           |
| 1995.8.11  | ○    | 梶 憲司（和）                        | 梅干し       | 栗本慎一郎、高田万由子、岸朝子                 | 2か月ぶりの復帰戦                            |
| 1995.8.18  | ○    | サルバトーレ兄弟（伊）               | トマト       | 秋元康、西城秀樹、岸朝子                       | 坂井とタッグマッチ                           |
| 1995.9.8   | ○    | 野田 稔（和）                        | マツタケ     | 石田純一、高田万由子、岸朝子                   |                                              |
| 1995.10.20 | △    | 林 訓美（中）                        | ジャガイモ   | 大島渚、石井好子、高田万由子、岸朝子           |                                              |
| 1995.10.27 | ○    | 林 訓美（中）                        | サツマイモ   | 大島渚、石井好子、高田万由子、岸朝子           | 初の延長戦                                   |

 二代目：中村孝明（なかむら こうめい）
鉄人在任期間…1996年3月 - 1998年2月
対戦成績…37戦24勝11敗1分1無効試合　連勝記録6　勝率64.8％
番組登場時は「なだ万」理事・料理本部長（総料理長）。後に独立し、1999年10月に「孝明 ARIAKE」オーナーシェフとなる。コスチュームカラーは紫。
番組では「料理界の諸葛孔明」と称されている。鉄人デビューは1996年3月。番組放映当時は鉄人の中で唯一、オーナーシェフの立場ではなかった。
企画時点での鉄人第1候補だったが、当時は本人曰く「わけのわからない番組」であり、「なだ万」の看板のこともあって辞退。しかし番組がメジャーになったことから、「なだ万」の会長が道場の後任に中村を推薦して出演が決定した。番組上では、番組を支え続けた道場が引退に伴って指名した事になっている（実際道場と中村はゴルフ友達で、当時ゴルフ場で会うたびに「2代目をやらないか」と勧められていたという）。
道場とは違った意味で独創的な料理を見せつけた。しかし、やはり前任者の道場が持つ圧倒的な強さと独創性とを比較されることも多く、また金粉を料理にばら撒く等の独創性がかえって災いし、審査員から「下品だ」と批判されるなど厳しい評価を受ける場面も多かった。またテーマ食材の使い方に困るとなんでも寿司にしてしまう傾向があり、審査員の岸朝子からは「困ったときの寿司頼み」と皮肉られたこともあったという。
こうした不安定な傾向のせいか全鉄人の中でも連敗が多く、通算勝率も全鉄人中最も低い。2連敗後の1997年12月26日放送分の神田川俊郎とのアラ対決の前に「もしこの勝負で負けたら引退する」と宣言、背水の陣で臨んだが敗れ、唯一の不名誉な3連敗を喫し、その後の放送分を休演。1998年2月20日放送分の服部幸應との引退試合を最後に「名誉鉄人」として番組を卒業した。
全鉄人の中で唯一、迫の後方の写真が変更された鉄人である。初期の写真は顔を曲げ、相手を睨み付ける良くない印象であったため、登場第3回目から柔和な表情の写真に変更されている。
上記のように常に道場と比較され、「料理の鉄人大全」でも、中村は「当時「なだ万」では『料理の鉄人』のための社内料理会議があり、テーマ食材のヒントが来ると試作品を作って会長に意見を聞いていた」ことを明らかにしているほか、道場とのおせち対決について「道場六三郎対中村孝明の戦いじゃなかった。道場六三郎対「なだ万」の戦いだった」と語っている。
鉄人引退後、1999年3月12日放送分で、中村の後任である三代目和の鉄人に就任して一年を迎えた森本に対し「新旧和の鉄人道」として、中村を挑戦者として対戦する事を道場が提案、卵勝負で対戦し中村が勝利している。名誉鉄人が挑戦者として登場したのはこの時が唯一である。
対戦成績（特別番組を除く）
| 放送日              | 勝敗 | 挑戦者                       | テーマ食材   | 審査員                                                                     | 備考                                                         |
| ------------------- | ---- | ---------------------------- | ------------ | -------------------------------------------------------------------------- | ------------------------------------------------------------ |
| 1996.3.1            | ○    | 鈴木喜代司（仏）             | フォアグラ   | 栗本慎一郎、野村沙知代、田中健、岸朝子                                     |                                                              |
| 1996.3.22           | ○    | 林 訓美（中）                | ピーマン     | 景山民夫、かとうれいこ、三枝成彰、岸朝子                                   | 逆リターンマッチ                                             |
| 1996.4.19           | ●    | 菅沼豊明（仏）               | タマゴ       | 栗本慎一郎、増田恵子、村井国夫、岸朝子                                     |                                                              |
| 1996.5.3            | ○    | 七尾かつ子（和）             | タラコ       | 栗本慎一郎、かとうかずこ、別所毅彦、岸朝子                                 |                                                              |
| 1996.5.24           | ●    | もたい健治（和）             | うどん       | 秋元康、小林幸子、梅宮辰夫、岸朝子                                         | 服部幸應推薦チャレンジャー                                   |
| 1996.6.14           | ○    | 孫 関義（中）                | マナガツオ   | 栗本慎一郎、三田寛子、江夏豊、岸朝子                                       |                                                              |
| 1996.6.28           | ○    | 戸沢英夫（西）               | ハマグリ     | 秋元康、高田万由子、加納典明、岸朝子                                       |                                                              |
| 1996.7.12           | ○    | 山本秀樹（和）               | ハモ         | 景山民夫、かとうれいこ、高橋英樹、岸朝子                                   |                                                              |
| 1996.7.26           | ●    | 鳥海 勝（仏）                | 岩ガキ       | 景山民夫、斉藤慶子、山城新伍、岸朝子                                       |                                                              |
| 1996.8.9            | ○    | ティエリー・ウンゲス（仏）   | キャビア     | 江本孟紀、斉藤慶子、片岡鶴太郎、岸朝子                                     | 初の黒人による挑戦者、駐日ブラジル大使館推薦チャレンジャー   |
| 1996.9.6            | ●    | 植竹隆政（伊）               | 桃           | 景山民夫、矢野顕子、加納典明、岸朝子                                       |                                                              |
| 1996.9.20           | ○    | 遠藤徳雄（和）               | サンマ       | 景山民夫、東ちづる、片岡鶴太郎、岸朝子                                     | 神田川軍団                                                   |
| 1996.10.18          | ○    | 藤田 新（和）                | そば         | 加納典明、斉藤慶子、田淵幸一、岸朝子                                       |                                                              |
| 1996.10.25          | ○    | 小楠隆一（仏）               | 栗           | 景山民夫、朝加真由美、岡田眞澄、岸朝子                                     |                                                              |
| 1996.11.22          | ○    | 黒木献二郎（和）             | アンコウ     | 栗本慎一郎、片平なぎさ、加納典明、岸朝子                                   |                                                              |
| 1996.11.29          | ○    | 宮代 潔（仏）                | 牛たん       | 景山民夫、大石恵、堀内孝雄、岸朝子                                         | 5連勝達成                                                    |
| 1996.12.20          | ●    | ベルナール・ルプランス（仏） | カモ         | 栗本慎一郎、斉藤慶子、岡田眞澄、アガタ・モレシャン、ジャン・シルヴェストル |                                                              |
| 1997.2.7            | ○    | 森枝弘好（和）               | タカアシガニ | 栗本慎一郎、かとうかずこ、財津一郎、岸朝子                                 |                                                              |
| 1997.2.28           | ○    | 山崎建夫（和）               | 納豆         | 栗本慎一郎、斉藤慶子、柴俊夫、岸朝子                                       |                                                              |
| 1997.3.21           | ○    | 米良 隆（和）                | わかめ       | 栗本慎一郎、大石恵、北大路欣也、岸朝子                                     | リターンマッチ                                               |
| 1997.4.11           | ○    | 楊 光鑑（中）                |              | 栗本慎一郎、浅野ゆう子、板東英二、岡田眞澄、岸朝子                         | 花見対決                                                     |
| 1997.5.9            | ○    | 東屋則夫（和）               | 豚           | 栗本慎一郎、岸本加世子、高橋英樹、岸朝子                                   | 元なだ万副料理長、なだ万同士の「同門対決」、2度目の5連勝達成 |
| 1997.5.16           | ○    | ジリアン・ハースト（豪）     | ダチョウ     | 栗本慎一郎、東ちづる、神田正輝、岸朝子                                     |                                                              |
| 1997.6.6            | ●    | 坂根久人（和）               | 穴子         | 江本孟紀、高島礼子、片岡鶴太郎、岸朝子                                     | 神田川軍団、山本益博推薦チャレンジャー                       |
| 1997.7.4            | ○    | 鹿島正巳（ベトナム）         | 車海老       | 景山民夫、斉藤慶子、高橋英樹、岸朝子                                       |                                                              |
| 1997.8.29           | –    | 小島孔典（仏）               | ジャガイモ   | 加納典明、山咲千里、別所哲也、石井好子                                     | 判定 評価に値せず再試合                                      |
| 1997.9.5            | ○    | 小島孔典（仏）               | 城下カレイ   | 加納典明、森口博子、大鶴義丹、石井好子                                     |                                                              |
| 1997.11.14          | ●    | 東 敬司（仏）                | 仔羊         | 栗本慎一郎、加藤登紀子、石原良純、岸朝子                                   |                                                              |
| 1997.12.12          | ●    | モーリス・ギルウェット（仏） | ホタテ       | 景山民夫、桃井かおり、河村隆一、クリスチャン・ブジャランク                 | 200人目の挑戦者                                              |
| 1997.12.26          | ●    | 神田川俊郎（和）             | アラ         | 栗本慎一郎、岩崎宏美、コーン、石井好子                                     | 3連敗、その後番組を休演                                      |
| 1998.2.13 1998.2.20 | ○    | 服部幸應（無）               | マグロ       | 栗本慎一郎、萬田久子、岡田真澄、岸朝子                                     | 引退試合                                                     |
| 1999.3.12           | ○    | 森本正治（鉄）               | 卵           | 栗本慎一郎、浅野ゆう子、里見浩太朗、細木数子                               | 新旧和の鉄人道、挑戦者として出演                             |

 三代目：森本正治（もりもと まさはる）
鉄人在任期間…1998年2月 - 2002年1月
対戦成績…26戦17勝8敗1分　連勝記録3　勝率65.3％
前任者である中村の引退直後、1998年2月に「ニューヨークからやって来た鉄人」の触れ込みで番組に登場。番組内で最後に登場した鉄人でもある。
コスチュームカラーはシルバーに赤線、背中には日米の国旗を暴れ熨斗にした刺繍が入っていた。また、全鉄人の中で唯一可変式のコスチュームであり、試合中にはエポーレット（肩章）と袖口裏部分とを留め合わせ、袖をたくし上げ固定するという機能的なデザインが採用されていた。
番組では「料理界の織田信長」と称されている。
かつては寿司職人だったが、ニューヨークへ渡り、「ソニークラブ」総料理長を経て、鉄人起用時は「NOBU」総料理長を務めていた。
道場、中村とはまた違った「ニューヨーク仕込みの和食」「地球料理」を見せつけ異彩を放った。ただし、道場の頃とは違い、審査員も多様化、また評価を厳しくしており、とくにこの時期、準レギュラー的に審査員を務めていた加納典明とは審査中もしばしば料理への考え方の違いで衝突するなど、苦労させられたようである。
坂井や石鍋が、若手フレンチ集団「クラブ・ミストラル」と対立したように、かつて坂井をタコ対決で倒した関西料理界の重鎮、大田忠道は森本の創作和食を激しく非難し、自身が主宰する「天地（あまつち）の会」から次々と会員を挑戦者として送り込むなど、因縁の戦いを繰り返した。大田が挑戦者として送り込んだ大田軍団とは通算4勝1敗1分の対戦となっている。
2001年11月、フィラデルフィアに「MORIMOTO」を開店、オーナーシェフを務めている。
2005年からアメリカ合衆国で放送されている"Iron Chef America"でも鉄人を務めており、日本版にも挑戦者として出演して森本と2度にわたり対戦（対戦結果は1勝1敗）したことがあるボビー・フレイと共演している。
2012年12月31日、『アイアンシェフ大晦日生決戦SP』で"アメリカ版『アイアンシェフ』の和の鉄人"として、中華のアイアンシェフ・脇屋友詞と対戦したが敗北。
対戦成績（特別番組を除く）
| 放送日     | 勝敗 | 挑戦者                   | テーマ食材                       | 審査員                                                       | 備考                                                     |
| ---------- | ---- | ------------------------ | -------------------------------- | ------------------------------------------------------------ | -------------------------------------------------------- |
| 1998.2.27  | ○    | 平山幸男（和）           | 鯛                               | 秋元康、桃井かおり、岡田真澄、岸朝子                         |                                                          |
| 1998.4.3   | ○    | 木村昌義（中）           | 米                               | 加納典明、秋野暢子、西城秀樹、岸朝子                         |                                                          |
| 1998.5.1   | ●    | 萩原哲雄（和）           | タケノコ                         | 加納典明、岸本加世子、橋龍吾、岸朝子                         |                                                          |
| 1998.5.15  | ○    | 羽渕康彦（仏）           | アスパラガス                     | 栗本慎一郎、藤谷美和子、高橋英樹、細木数子                   |                                                          |
| 1998.6.12  | ○    | 宮永賢一（和）           | アユ                             | 栗本慎一郎、一色紗英、西郷輝彦、岸朝子                       | 道場六三郎推薦チャレンジャー、元キッチンスタジアムの助手 |
| 1998.7.3   | ○    | 吉田隆二（和）           | 豆腐                             | 栗本慎一郎、麻木久仁子、岡田眞澄、細木数子                   |                                                          |
| 1998.7.24  | ●    | 梶本剛史（和）           | アワビ                           | 加納典明、高橋ひとみ、片岡鶴太郎、岸朝子                     |                                                          |
| 1998.8.7   | ○    | 半田博一（和）           | 大ウナギ                         | 栗本慎一郎、川上麻衣子、神田正輝、岸朝子                     |                                                          |
| 1998.9.25  | ○    | 藤井修一（和）           | 鮭児                             | 栗本慎一郎、麻木久仁子、岡田眞澄、岸朝子                     | 「大田軍団」旗揚げ試合                                   |
| 1998.10.23 | ○    | 隈本辰利（和）           | 納豆                             | 加納典明、永作博美、片岡鶴太郎、本間千枝子                   | 「大田軍団」                                             |
| 1998.11.27 | ●    | マルコ・モリナーリ（伊） | ポルチーニ                       | 栗本慎一郎、東ちづる、フランチェスコ・エスポジート、細木数子 |                                                          |
| 1998.12.25 | ○    | 小久江次郎（仏）         | 七面鳥                           | 秋元康、藤谷美和子、北大路欣也、岸朝子                       |                                                          |
| 1999.1.29  | ○    | 函城弘行（和）           | ぶり                             | 栗本慎一郎、斉藤慶子、達川光男、細木数子                     | 「大田軍団」                                             |
| 1999.2.5   | ○    | 飯尾哲司（仏）           | タラバガニ                       | 加納典明、永作博美、野村克也、細木数子                       |                                                          |
| 1999.3.12  | ●    | 中村孝明（鉄）           | 卵                               | 栗本慎一郎、浅野ゆう子、里見浩太朗、細木数子                 | 新旧和の鉄人道                                           |
| 1999.3.26  | ●    | 正原聖也（和）           | アンコウ                         | 加納典明、増田恵子、高橋英樹、細木数子                       | 「大田軍団」                                             |
| 1999.4.23  | △    | 山下裕輔（和）           | たらこ                           | 栗本慎一郎、小林幸子、三田村邦彦、岸朝子                     | 「大田軍団」                                             |
| 1999.4.30  | ○    | 山下裕輔（和）           | 長ねぎ                           | 栗本慎一郎、小林幸子、三田村邦彦、岸朝子                     | 延長戦                                                   |
| 1999.6.18  | ○    | 中澤圭二（寿司）         | マグロ コハダ 穴子 卵 かんぴょう | 栗本慎一郎、浅田美代子、小林亜星、岸朝子                     | 寿司対決 竹中直人推薦チャレンジャー                      |
| 1999.7.2   | ○    | マイケル・ノーブル（仏） | ジャガイモ                       | 加納典明、秋野暢子、橋幸夫、岸朝子                           |                                                          |
| 1999.7.16  | ●    | 谷川吉己（和）           | ハモ                             | 加納典明、十朱幸代、片岡鶴太郎、石井好子                     | レギュラー放送最後の勝利挑戦者                           |
| 1999.8.20  | ○    | 渡辺 明（米）            | アオリイカ                       | 栗本慎一郎、大石恵、萩原流行、細木数子                       |                                                          |
| 1999.9.3   | ○    | 重松良三（和）           | スズキ                           | 栗本慎一郎、多岐川裕美、高橋英樹、岸朝子                     | レギュラー放送最後の挑戦者                               |

### イタリアンの鉄人
神戸勝彦（こうべ まさひこ）
鉄人在任期間…1997年6月 - 2002年1月
対戦成績…23戦15勝7敗1分　連勝記録4　勝率65.2％
番組後期の1997年6月に、新たなジャンルのイタリアンの鉄人として登場した。番組のストーリー上では、キッチンスタジアムを開設した当時からアカデミーに在籍してはいたものの、遊び好きであった彼を破門同然でイタリアへ修業に出し、4年後にようやく改心したことから呼び戻したという設定。襲名時は特定の店舗に属さないフリーのシェフという異例の起用だった。コスチュームはイタリア国旗の緑・白・赤がモチーフになっている。
実際にはイタリアのエノテカ・ピンキオーリで3年間修行しており、番組では「パスタのプリンス」と称されている。全鉄人中最年少で、起用当初は唯一の20代の鉄人だった。
登場する際は通常の鉄人の登場するステージ後方の迫からではなく、指名された際にステージに向かって右横にある絵画の壁が動き、迫と後方に神戸の胸部の写真が出され、弦楽器の生演奏を伴い、手にトマトを持ち登場する。
当初番組出演のオファーを受けた際、てっきり挑戦者として出演するものだと思っていたところ、初回の収録直前になって実は鉄人として出演することが判明し、慌てふためいたというエピソードも残っており、デビュー戦である萩原雅彦シェフとのショートパスタ対決に敗北。初対決において黒星を喫したことから、審査員からも手厳しい評価を受けていた。
高校時代陸上部だったので足には自信があり、開始の合図と同時に食材のある主宰席に猛ダッシュする姿が代名詞となり、挑戦者も思わず慌てて走る光景が毎回繰り返されていた。
番組終了後は東京・恵比寿で「リストランテ MASSA」のオーナーシェフとして活動していたが、2019年3月14日、不慮の事故により49歳で逝去。「鉄人」としてのレギュラー出演者では最年少だったにもかかわらず初の物故者となった。
対戦成績（特別番組を除く）
| 放送日     | 勝敗 | 挑戦者                             | テーマ食材             | 審査員                                                   | 備考                       |
| ---------- | ---- | ---------------------------------- | ---------------------- | -------------------------------------------------------- | -------------------------- |
| 1997.6.13  | ●    | 萩原雅彦（伊）                     | ショートパスタ         | 栗本慎一郎、かとうかずこ、岡田真澄、岸朝子               | リターンマッチ             |
| 1997.7.25  | ○    | ステファノ・タバッキ（伊）         | キャベツ               | 景山民夫、高橋ひとみ、サンプラザ中野、岸朝子             |                            |
| 1997.10.3  | ○    | 今井富士男（和）                   | 松茸                   | 景山民夫、大石恵、片岡鶴太郎、岸朝子                     |                            |
| 1997.10.31 | ○    | 関 雄二（中）                      | 栗                     | 加納典明、かとうかずこ、三谷幸喜、本間千枝子             |                            |
| 1997.11.28 | △    | 高田和奈利（和）                   | 白子                   | 加納典明、橋本志穂、長嶋一茂、石井美子                   |                            |
| 1997.12.5  | ●    | 高田和奈利（和）                   | ボタンエビ             | 加納典明、橋本志穂、長嶋一茂、石井美子                   | 延長戦                     |
| 1997.12.19 | ○    | 高木康政（パティ）                 | イチゴ                 | 加納典明、細川直美、長嶋一茂、岸朝子                     | クリスマスデザート対決     |
| 1998.1.16  | ●    | 深津泰弘（仏）                     | シカ                   | 秋元康、斉藤慶子、石原良純、岸朝子                       |                            |
| 1998.3.13  | ○    | マリオ・フリトーリ（伊）           | ブロッコリー           | 栗本慎一郎、東ちづる、江夏豊、岸朝子                     |                            |
| 1998.5.8   | ○    | 渡辺庸生（メキシコ）               | マンゴー               | 加納典明、高田万由子、コーン、岸朝子                     |                            |
| 1998.6.26  | ○    | 笹島保弘（伊）                     | 賀茂茄子               | 栗本慎一郎、かとうかずこ、石原良純、岸朝子               |                            |
| 1998.7.31  | ○    | 酒井美代子（タイ）                 | ワタリガニ             | 加納典明、岸本加世子、武田修宏、細木数子                 |                            |
| 1998.10.2  | ●    | 田崎真也（ソムリエ）               | 中トロ                 | 栗本慎一郎、川島なお美、岡田眞澄、岸朝子                 |                            |
| 1998.10.30 | ○    | 坂井謙介（伊）                     | カボチャ               | 栗本慎一郎、岸本加世子、長嶋一茂、岸朝子                 |                            |
| 1998.11.20 | ●    | 笹岡隆次（和）                     | 天然舞茸               | 栗本慎一郎、秋野暢子、パンツェッタ・ジローラモ、岸朝子   |                            |
| 1998.12.11 | ○    | 米田裕道（伊）                     | タコ                   | 加納典明、細川直美、高橋英樹、岸朝子                     | 郷ひろみ推薦チャレンジャー |
| 1999.1.22  | ○    | コスタンティーノ・ジェッモリ（伊） | ピーマン               | 加納典明、大石恵、舛添要一、岸朝子                       |                            |
| 1999.2.12  | ●    | 辻口博啓（パティ）                 | バナナ                 | 栗本慎一郎、雛形あきこ、熊川哲也、岸朝子                 | デザート対決               |
| 1999.4.16  | ○    | フランコ・カンツォニエーレ（伊）   | トマト                 | 栗本慎一郎、東ちづる、パンツェッタ・ジローラモ、細木数子 |                            |
| 1999.6.11  | ○    | 長田 誠（中）                      | 巨大伊勢エビ           | 加納典明、細川直美、片岡鶴太郎、細木数子                 |                            |
| 1999.7.23  | ○    | 山岡昌治（仏）                     | ジャンボマッシュルーム | 加納典明、一色紗英、加藤和彦、岸朝子                     |                            |
| 1999.8.13  | ○    | 酒井博基（伊）                     | アナゴ                 | 栗本慎一郎、岸本加世子、中条きよし、細木数子             |                            |

## 出演者

### 美食アカデミー主宰
- 鹿賀丈史

初代美食アカデミーの主宰で、大袈裟に振る舞う演技が番組の人気に一役買っていた。挑戦者及びテーマ食材の紹介VTRではナレーションを務め、特に「私の記憶が確かならば… (〈Jadis〉 si je me souviens bien…)」で始まる言い回し（アルチュール・ランボオの詩『地獄の季節』）が有名。
- 本木雅弘

2002年1月の特番で「主宰である鹿賀がフグの毒に当たり亡くなった」ため、彼の甥という設定で、美食アカデミー新主宰として登場した。決め台詞は「私の願いが叶うならば…　」前主宰と比べて怪しげな仕草が目立つ。大部分のナレーションも受け持っていた前主宰とは対照的に番組内でナレーションをすることはなかった。

### 実況席
- 実況：福井謙二（当時フジテレビアナウンサー）

「F1調実況」を心がけていた。自身ができる料理は「カップめんを作るくらい」。一度だけ実況を兼ねて、審査員として試食をした回があった。
- 解説：服部幸應（ただし、自身または服部栄養専門学校の講師が挑戦者の時は、石鍋裕、道場六三郎、神田川俊郎が代役）

後述の主宰ボイコット試合では、解説と兼ねて、主宰代理を務めた。また、前述の福井アナと同様に、審査員を務めた回があった。
- 冷蔵庫前レポート：太田真一郎（声優、ナレーター。沼田祐介が担当した第2回目と吉水孝宏が担当した1994年5月20日放送分をのぞいて全回出演。）

特番時は太田が鉄人側を担当し、挑戦者側のレポートはフジテレビアナウンサーの阿部知代が務めた（なお阿部のほか近藤サト、西山喜久恵、藤村さおりも担当）

### 主な審査員(初期では特別顧問と呼ばれていた)
- 岸朝子：番組アドバイザー。鉄人や挑戦者の紹介を数多く行っている功労者。福井から「料理記者歴40年」という枕詞で紹介されていた。平野の出演が減ってから（中期-）は末席での審査員としてほとんど出演。レベルの高い料理を審査した際のコメント「おいしゅうございました」が一躍有名となった。後期には細木数子や石井好子らがその座に着くことが増え、出演は少なくなった。基本的には鉄人寄りの判定が多い（特に道場とはお互い懇意にしていることもあり非常に甘かったとの指摘がある）一方、中村孝明には厳しく、鉄人ワールドカップ決勝では、17-16でアラン・パッサールの勝ちと判定した。
- 浅野ゆう子：スペシャルになると必ず登場する事から「ビッグマッチのレギュラー」と言われた。
- 平野雅章：岸朝子に請われ、初期では最も多く審査員を務め、当初「かの（北大路）魯山人最後の愛弟子」という枕詞で紹介される（実際には最後の弟子とされる人物が他にもいると判明したことから、のちに「最後」の表現は削除された）。公言はしなかったものの「硬くてかめない」など、入れ歯であったのではないかとされるコメントを残している。
- 石井苗子：初期に出演。挑戦者に対して辛口な評価が多かった。
- 髙田万由子：初期 - 中期ではほとんど毎回、主に2枠の審査員。「おいしい」「この味、私好きです」というコメントが多かったため、視聴者だったタレントなどからネタにされたという。留学先から帰国して出演したり、毎回審査に際して悩むが、ルール上禁止されている「両者同点」を付けたこともある。道場とはそりがあわない場面が見られ、時に厳しいコメントを行った際もほとんど相手にされず「（梅の味をそんなに効かせたいなら）あそこの梅干を取ってきて食べればいい」などと突き放されることもあった。
- 栗本慎一郎：衆議院議員（当時）。番組全期間を通じて1枠の審査員を務めた。ほぼ月1から2回のペースで出演しており、1回だけ3枠の審査員を務めたこともある。中村孝明の作品に対してはデビュー戦から一貫して高い評価が多かった。
- 景山民夫：栗本と並んで出演頻度が高く、主に栗本不在時の1枠審査員として、特番時にはゲスト審査員として登場。1998年に逝去した際には追悼のテロップが流された。
- 秋元康：番組全期間を通して、不定期に年1から2回程度審査員を務めた。
- 喜多嶋舞：2枠審査員として初期に数回出演。後に高田万由子へその枠を譲った。
- 蔡瀾（チャイ・ラン）：香港ゴールデン・ハーベスト社副社長（当時）。ほとんどの作品に否定的で「まずい」「おいしくない」も平気で言う。香港特番で初登場し、その強烈なキャラクター性から特番審査員の常連となった。激辛の審査で、特に坂井や陳には厳しかった。その一方で、道場には「素晴らしい、悪く言いたくても言えない」と高い評価を与えることが多く、アラン・パッサールに対して審査した3回とも20点満点の評価を与えるなど、辛口一辺倒の審査とは限らなかった。
- 加納典明：後期の準レギュラー審査員。チャイ・ラン同様、辛辣なコメントが多く、特に鉄人には厳しかった。彼推薦の挑戦者を送り込んだこともある。
- 梅宮辰夫：挑戦経験あり。審査員を務めたレギュラー放送最終回での最強鉄人決定戦・決勝では（チャイ・ランを含む）他の4人の審査員が20-19とするなか、ひとりだけ17-16と低い得点づけをしたり、続いて行われた世界最強シェフ決定戦でも、唯一アラン・パッサールの勝ちと判定したことがあった。
- 細木数子：「テレビはコミュニケーションの場」と後期にノーギャラで出演。「まずい」といった発言も多く見られた。基本的にはチャイ・ラン、加納典明らと同様に辛口審査である。ちなみに細木本人も料理の腕は玄人はだしで、後に愛のエプロンなどでその腕を披露している。
- 片岡鶴太郎：2枠または3枠の審査員として出演。味付けに関し時折苦言を呈することもあったが、鉄人挑戦者問わず賞賛するコメントを多く残している。ただしこの立ち位置は狙っていたものではなく「森田一義アワー 笑っていいとも!」にゲスト出演した際、1995年2月24日放送回のアスパラガス対決収録を振り返り、料理のクオリティに感激するあまり「自分なりにいろいろと考えてはいるが、いざ口にしてみると『おいしい』以外の言葉が浮かばない」ことを悔やんでいる。なおその際、対戦した鉄人が坂井であり、かつ対決に勝利したことをオンエア前にもかかわらず発言してしまい、隣にいたタモリにフォローされる場面もあった。
- 石井好子：番組後期において、岸朝子のマネジメントを担当していた縁から不在時に末席で審査員を務めた。

### 鉄人に勝利した主な挑戦者
氏名の横のカッコ内は勝利時に対戦した鉄人
- 程一彦（陳）：「タコ対決」で陳に勝った、番組史上初の勝利挑戦者。十八番の「よそ見包丁（食材を見ず、周りに気を配りながら手元では包丁を振るう）」を番組でも披露。持ち込み可能なダシ1品として自らプロデュースしたコンソメを登場させた。企画当初は陳とともに、鉄人候補の一人であったが辞退している。
- ジャック・ボリー（石鍋）：世界でも50人弱しかいないフランスの国家最優秀料理人章・MOFを持つ。石鍋に勝った唯一の挑戦者。
- 周富徳（道場）：番組初期道場に敗戦した弟・富輝の仇を討つという名目で出演。弟や息子を引き連れて入場するなど当時の挑戦者の中でカリスマ性は高かった。プライベートで親友である道場との熾烈な対決を繰り広げるが、やはり互いに気は進まなかったようである。道場に敗れるも間もなくリターンマッチが組まれ、遂に勝利した。道場に初めて勝った挑戦者。このシチュエーションは後にフィクション小説として出版された。道場は本来、この黒星だけで番組を去る（1年間）予定だった。また周の弟子である丸山剛が周に先駆けて番組第1回の放送に挑戦者で出演したが石鍋に敗れている。
- 神田川俊郎（坂井、陳、中村）：総勢約400名もの料理人を束ねる「関西料理界のドン」として、複数回挑戦者として出場、道場や他の鉄人と数々の名勝負を繰り広げた。自身の門下生を中心としたグループ「神田川軍団」を毎週のように送り込んだ時期もある。これは、門下生たちに対して「進んで表に出てみなさい」という教育の一環であったという。道場のお品書きに対抗して、仕上がり間近に半紙に書をしたため「○○君、味は心や！」と絶叫するなどパフォーマンスが多かったが、料理のスピードは早く品数も多く、また常に料理をしながら片付けも進めており、制限時間が終了した時には厨房が片付き終わっていて番組スタッフは毎回うならされていたという。番組での通算成績は5戦3勝2敗（内訳は道場に1敗、坂井とは1勝1敗、陳と中村に1勝ずつ）で[注 23]、個人戦で複数の鉄人に勝った唯一の挑戦者である。挑戦者としてだけでなくスペシャル回ではゲスト解説者としても出演している。
- 加賀田京子（陳）：20人目にして初の女性挑戦者であり、当時23歳の最年少で鉄人に勝利した。陳と初めて対戦して勝利した時には、相手が若い女性ということで陳が油断していたのではないかと言われた。その後、加賀田が2回目の出演をした際も陳を再指名。再対戦では敗退しており、両者の対戦成績は1勝1敗の五分となっている。
- 小林カツ代（陳）：「家庭料理」の雄として登場。鉄人指名の際には「どなたでも結構です」（鉄人を相手にするのだから誰とやっても同じという理由で）と答えた。驚いた鹿賀主宰だが、鹿賀は「女性に弱い」とレッテルを貼られていた陳を指名。終始、小林の独特のペース（テーマは「ジャガイモ」。「肉じゃが」を期待され、それに応える）で進んだ、異色の回であった。小林の勝利。のちに息子のケンタロウも陳と対戦するものの敗北している。
- 田崎真也（神戸）：1995年に日本人として初めて『世界最優秀ソムリエコンクール』で優勝したソムリエ界のカリスマ的存在。ソムリエとして料理に合ったワインを選び出すだけでなく、その反対にワインに合った料理を創作することも得意であり、「中トロ対決」で神戸と対戦して勝利を収めた。田崎が作った各種料理には、それぞれ田崎自身が料理に合わせて選び出したワインが添えられていた。
- アルトア・ルター（道場）：日本在住のドイツ人のフレンチシェフ。道場の2敗目の相手。道場が「1年も経過したし、やめよう」と思っていた時期に対戦。道場はテーマ食材の「ピーマン」の本質が理解できず、ルターに負けてしまう。道場に「1年のみ」の条件を捨てさせ、結果、番組躍進のきっかけとなった、隠れた名勝負。勝者発表時にルターは「道場さん、ごめんなさい」としばらく抱擁、感動的な場面だったが、実はルター自身も作品に満足がいっておらず、そんな作品で勝ってしまったことに半分自省のつもりで謝罪したのだという。道場は後日談として「日本料理の技法にこだわって小手先の仕事に走ってしまった。心にドーンと落ちるような豪快さがなかった」と回顧している。なお、彼の妻は日本人である。
- 清水忠明 （しみず ただあき）（坂井）：かつてフランス最古の歴史を誇る名店「トゥール・ダルジャン」で副料理長を務めていたという経歴を持つ料理人で、「オマール対決」で坂井を初めて破った。その後、清水が副料理長を務めていた「トゥール・ダルジャン」の当時の料理長であったドミニク・ブシェも2000年正月の特別編に出場し、「神戸牛対決」で名誉鉄人の道場と名勝負を繰り広げた。
- 城悦男（じょう えつお）（坂井、陳[注 24]）：かつて石鍋や坂井と共に「クラブ・デトラント」を結成した、日本におけるフランス料理界の第一人者。「ソースの城（じょう）」の異名を取るほどの凄腕という触れ込みだった。初登場時には道場との「ブロッコリー対決」で敗れたが、後に坂井との「ワイン対決」で勝利を収めた。その後、鹿賀主宰2000皿試食記念対決（後述）では、石鍋・坂井と共にチームを組んで出場して陳率いる中華チームに対して勝利を収めている。なお、彼は前衛的な作風の料理を得意とする石鍋・坂井とは対照的に、伝統を重視する保守的な作風の料理を得意としていた。
- 大田忠道（坂井）：日本調理師協会副会長（当時）の肩書を持つ関西料理界の重鎮として出場、坂井との「タコ対決」で勝利を収めた[注 25]。番組後期には、神田川俊郎の後を継ぐ形で、全国5000名の門下生の中から厳選した精鋭70名で構成された「天地（あまつち）の会」（通称・大田軍団）をたびたび番組に送り込み、第3代の和食の鉄人である森本と何回も名勝負を繰り広げた。番組では森本の創作和食に批判的な立場を取っていたが、本人も弟子も西洋・中華食材を取り入れる自体には積極的である。
- 脇屋友詞（陳）：中国料理にフランス料理の要素を取り入れた「ヌーベルシノワ」の先駆者として知られ、過去3回出演し1勝2敗の成績を残す（坂井に2敗[注 26]、陳に勝利）。その後、2000年ミレニアムカップにて、フレンチの三谷青吾と共に新鉄人候補になったりするも、正式起用される前に番組そのものが終了。それから10年後、後継番組『アイアンシェフ』で改めて中華のアイアンシェフに起用され、同番組のアイアンシェフデビュー戦ではかつて脇屋に敗れた前中華の鉄人陳の息子陳建太郎を挑戦者に迎えての中華対決を制した。また『アイアンシェフ』の特番では本番組終了後アメリカ版アイアンシェフとして活躍中の和の鉄人森本と対戦して勝利を収めている。
- 萩原雅彦（はぎわら まさひこ）（神戸）：パスタの革命児と称され、番組には2回出演。一旦は陳に敗れるもその後イタリアンの新鉄人神戸のデビュー戦の対戦相手として再出演。新鉄人を相手に前回の雪辱を果たし、神戸のデビュー戦に黒星をつけた。
- 山野辺宏（やまのべ ひろし）（陳）：「カサゴ対決」で陳の20連勝を阻止したフレンチシェフ。番組出演時は葉山の有名店「ラ・マレード茶屋」の3代目総料理長だったがその後福島・奥会津に移住し[注 27]「Chezやまのべ」を構えた。

## 番組の開始から終了に至るまで
元々はフジテレビ局内で「プライムタイム枠で、従来の料理番組（レシピ紹介）のスタイルとは全く異なる新しい料理番組を作ろう」というアイデアが持ち上がり、同時期に田中経一から本番組の企画が持ち込まれたことが番組誕生のきっかけとされている。当初はキッチンスタジアムのセットや鹿賀丈史の大袈裟な衣装、ミシュランガイド等に代表される既存の料理界の権威に対するパロディ要素を多分に含んだ企画となっていた。
1993年10月放送開始。この当時は日曜22時30分からの30分の放送であった。その後、1994年4月、『ワーズワースの庭で』（後に『ワーズワースの冒険』として改題リニューアル）と放送を交換する形で、金曜23時からの45分の放送となった。
1995年には23時台の放送でありながら20%弱の平均視聴率を稼ぎゴールデンタイムの番組にも勝る結果になった。最高視聴率は、1995年3月31日に放送されたスペシャル「完全なる料理の鉄人 香港決戦」で23.2%。1995年にはATP賞グランプリを獲得したほか、海外での放映もスタートしエミー賞にもノミネートされるなど番組は絶頂期を迎える。当初「既存の料理界の権威のパロディ」として始まったはずの番組が、人気の高まりにつれ番組自体が権威と化し、多くの料理人が出演を希望するようになるという、番組スタッフにとっては皮肉な、そして、嬉しい悲鳴を上げる程の現象も起きた。
しかし1996年の年明け早々、番組の看板の一人である和の鉄人・道場六三郎が降板した影響により徐々に視聴率が低下。更に1999年に単独スポンサーだった日産自動車の経営不振と、これに伴うルノーとの資本提携・カルロス・ゴーンの最高執行責任者就任・経営再建計画「日産リバイバルプラン」の発表により単独スポンサーを降板（その後は筆頭提供）し、番組の制作費がシビアとなったことや出演者のスケジュール調整の問題もあり、番組継続に頭を抱えるようになった。第4のジャンルとして「イタリアン」を加えるなどのテコ入れも図ったが、視聴率的には二桁をキープしてきてはいたものの以前と比較すると落ち込み、1999年9月に6年にわたるレギュラー放送の終止符を打った。その後は特番という形で不定期放送することになったものの、2002年の特番が最後の放送となった。
その後2012年10月より、タイトルを海外版と同じ『アイアンシェフ』に改めて、13年ぶりにレギュラー放送で復活した。解説の服部以外メンバーは総入れ替えとなった。しかし前評判とは裏腹に視聴率は伸びず、わずか半年で終了した。

### エピソード
- 番組初期の頃は挑戦者も慣れていないせいか、制限時間に間に合わず、納得いく料理を作れなかった挑戦者も見られた。当時はまだ番組のルール自体も不安定で、当初は皿・包丁・まな板といった料理器具の持込すら許されていなかったことも影響していたと言われる[20]。しかし、後には番組のルールが確立し、挑戦者のレベルも飛躍的に向上したため、そうした事は見られなくなった。
- 番組本などの回想を確認する限り、どの鉄人と戦うかは、特に挑戦者からの希望がない限りはオファーの段階から基本的に事前に決まっていた。主宰の呼びかけによって3人の鉄人が勢揃いする映像が有名だが、番組収録時には対戦のある鉄人のみがスタジオに来ており、登場シーンは使い回しの勢揃い映像と、実際に収録する1人だけ立っている鉄人の映像を巧みに編集していた。挑戦者によっては勢揃いの場合もあり、指名されなかった鉄人の帰り間際のコメントが番組内で紹介されたこともある。陳や坂井は自らが負け続けた時など、「自分だったらどうするか」とシミュレーションするため他の鉄人の対戦によく立ち会っていたという[21]。
- 一方で番組初期の頃は、番組自体の知名度が低かった上に「料理人同士が対決する」というコンセプトが必要以上に警戒されたため、予定していた挑戦者が収録直前になって番組出演を辞退したり、収録自体をすっぽかしたりするケースも多かったという[22]。しかし番組がメジャーになると逆に「挑戦者に選ばれるだけでステータスが上がる」となったため、前述の通り出演希望者が多数現れる状態となった[18]。
- フレンチの鉄人が石鍋から坂井に交代した時期が上記の通り初期の番組知名度が低い時期（日曜の放送枠）であった事と、石鍋のレギュラー期間が3ヶ月間と短期だったため、初代のフレンチの鉄人が坂井だと思っていた視聴者もいた。後に特番等にゲスト出演したり番組内で紹介されて石鍋の存在が周知されていった。
- 番組の冒頭においては司会の鹿賀が挑戦者の名前や経歴などを紹介し、この時に挑戦者の年齢も紹介するのが基本であったが、挑戦者が女性である場合は、（全員ではないが）挑戦者の年齢を言わないことが多く、1996年11月1日放送の回では、女性挑戦者の年齢を「ン～歳」と表現した演出もあった。
- 道場は神田川の弟子との甘鯛対決の際に番組最多の8品を作ると宣言していたが、結局間に合わずタイムアップ後も作業を行っていた。当然神田川サイドからの抗議をうけ、話し合いの結果（オンエア上はカット）間に合わなかった料理をカットすることとなった。だが、残りの料理の出来は大きく評価され（豆腐にフォアグラ、トリュフを混ぜ、それを甘鯛で包んで蒸すという道場らしい独創性が冴え渡っていた）勝利をおさめた。
- 中村はキャビア対決の時に「キャビアをおいしく食べるのはこの方法しかない」として、キャビアに合う食材、料理を用意してその上にキャビアをのせて食べるという料理を（実質この1品のみ）作って勝利したことがある。
- 平野寿将は陳とのウニ対決の際に「8品作る」と宣言していたが、これは単なるリップサービスで結局作ったのは4品、試合も完敗であった。
- ちゃんこ鍋を得意とする挑戦者が登場したが、時間が間に合わないという理由で鍋料理は作らなかった。
- 料理対決では高級食材がふんだんに使用され、6年間で使われた食材の総額は実に8億4335万4407円にも及んだ。これには最終回に出演した元総理大臣・橋本龍太郎も「こんなにお金が出ているんだったらもっと食べたかったのに」と苦笑いと驚嘆の意を示した。ちなみに番組中、最も値段の高かったテーマ食材は燕の巣で、この回では1グラム1000円とも言われる燕の巣が280万円分用意された。前述のキャビアも最高級のベルーガキャビア1.8kgが2缶用意され、総額200万と紹介された。器にスポットを当てた回もあり、大根対決では総額1億円相当の有田焼[注 29]が、ほろほろ鳥対決では総額2500万円相当のウェッジウッドが用意された。
- 料理は主宰の鹿賀、審査員の人数分に加え、ディスプレイ用（試合終了後に各々の料理を紹介する場面）を作る。『とんねるずのハンマープライス』でディスプレイ用料理を食べることができる権利（正式名称は料理の鉄人スタジオ残飯処理権）が出品された事もあった。なお、ディスプレイ用料理は撮影後に廃棄される。
- 主宰役の鹿賀丈史にとって、見事なまでの当たり役だったため、美食アカデミーが実在、または相当な美食家と思われた事も多かったそうである。番組の人気と共に行き付けのレストラン等やロケ先のレストラン等の店員に鹿賀が注文したメニューの判定をして欲しいと言われ、鹿賀本人が恥ずかしい思いをしたという。本人は「鹿賀にはこれしかないと思われると困る」と嘆いていた。好き嫌いがないのが主宰役として重要なポイントではあるが、「うどん対決」において「うどんが嫌いです」と漏らしている。
- 当初、番組名は『竈（かまど）の達人』の予定であったが、『竈』という文字が読みづらい事、また『竈』が常用漢字でないため新聞に掲載できなかったこともあり、最終的には『料理の鉄人』という番組名に変更された。
- 当初は採点の詳細は未発表であったが、視聴者からの強い要望で、1995年10月以降は審査員個々の採点結果が開示されるようになった。
- 食材（しょくざい）という言葉はこの番組によって一般化し、1998年の『広辞苑』（第五版）に収められた（中国語にはこの語はない）。
- 番組初期の頃、調理業界では番組に対して「プロを愚弄するような番組だ」「業界をダメにする」などの批判があり、鉄人達に対する風当たりも強かった。しかし番組の人気が上がった事実や、周囲に「本当にたった1時間でその場で知らされた素材を調理している」事等が認知されると、高い評判へと変わったという。
- 他の料理番組や雑誌にまでブームが及び『SMAP×SMAP』『ジャングルTV 〜タモリの法則〜』など、他のバラエティー番組でもタレントが料理に挑戦するコーナーが続出した。なお、演出を手がけた田中経一はその後テレビ朝日にて、この番組と同じく料理をテーマにした『愛のエプロン』や、ほぼ同じ趣向の番組『魂のワンスプーン』（TBS）の演出も手がけている。
- スタジオのセットはロンドンのハロッズの食品売り場をイメージしたものである。
- かつてひらまつグループが経営していたイタリア料理店「ヴィノッキオ」のシェフであったが、同乗者が死亡した交通事故をきっかけに消息を絶った山田宏巳が挑戦者として登場。陳との「キャベツ対決」で勝利の後メディアからの注目を浴び、「リストランテ・ヒロ」をオープンさせて料理界に復帰し、どん底からの復活として大きな話題となったものの、2006年4月に大麻所持で逮捕された。その後、彼は再び料理界への再復帰を果たし、2013年2月15日放送の『アイアンシェフ』ではノミニーとして登場し、中華のアイアンシェフ・脇屋友詞との「キャベツ対決」を制した。
- かつてイタリア料理界の巨匠ジャンフランコ・ヴィッサーニの店で料理長を務めながらも、日本では自分の腕を発揮できる店がないという理由で料理界から離れ、トラックの運転手をしていた小林幸司も、同じく挑戦者として陳との「カボチャ対決」で勝利し、後に「リストランテ・マリーエ」の料理長として料理界に復帰した。その後、小林の師であるヴィッサーニも『鉄人ワールドカップ』（後述）に出場し、道場との「カモ対決」で名勝負を展開した。
- 大阪在住の追立久夫が挑戦者として出演した回は、1995年1月20日に放送された。ところが、放送日の3日前に阪神・淡路大震災が発生し、追立本人の地元である大阪の系列局の関西テレビでは、関西地区のみに向けて放送する報道特別番組に差し替えたためこの回が放送されず、追立は無念の思いを隠せなかったという。
- 2006年秋には東京電力のオール電化キッチンの宣伝に陳（同年春から出演）・坂井・道場が出演し、1人ずつでIHクッキングヒーターの使い心地を試すバージョンが製作された。印刷物や看板では3人が鉄人シェフを模したコスチュームで登場している。
- 番組で使用されたBGMは、テーマ曲がハンス・ジマーがスコアを手掛けた映画『バックドラフト』のサウンドトラックから抜粋された。その他のほとんどはマイケル・ナイマン作曲の『英国式庭園殺人事件』『ZOO』『数に溺れて』『コックと泥棒、その妻と愛人』のサウンドトラックから抜粋。他に『グローリー』『エアフォース・ワン』『アルマゲドン』『∀ガンダム』『信長の野望シリーズ』『三國志シリーズ』などの曲も使われた。
- 収録の合間の待機時間などには、スタッフが自由につまみ食いができたそうで、実況と解説の立場として試食ができない服部と福井アナも、それぞれマイスプーンを持参し、料理を味わう事ができたそうである。
- 1999年5月21日放送の回では、鉄人の勝率の急激な落下、特に1999年2月26日からの3か月間は3連敗を含む鉄人の3勝6敗[注 30]という史上最悪の記録を受け、主宰である鹿賀が進行をボイコットする事態となった。その回で行われた、挑戦者・スパノ・ステルビオと鉄人・陳の乳飲み豚対決は、服部幸應が通常の解説を兼ねて、主宰代理を務めた。結果発表の際、主宰・鹿賀がワイングラスを片手にスタジアムの袖から発表を見守った。そして、鉄人・陳の勝利がコールされると、ワインを一口飲み、安堵の表情で小さく拍手を送った。
- 中期以降は著名人からの推薦で参戦する挑戦者も増えだし、挑戦者がキッチンスタジアムに入場する際はその推薦者も同行していたが、推薦者は実況席や試食審査には参加せずスタジアムの袖から観覧するのみの扱いだった。

## 予選
- 番組開始時に設けられた前哨戦。レシピ審査を通過した5人の料理人にテーマ料理が与えられ、最もテーマ料理の魅力を引き出した1人に鉄人への挑戦権が得られ、勝つとゆくゆく行われるであろう決戦大会に進出し、そこで優勝した者に料理の鉄人の称号が与えられるという候補者にとっては厳しいルールであったが、闘いが2つに分散するため本選の印象が弱くなるなどの事象を考慮し、わずか5回で廃止された上に、決戦大会自体も有耶無耶のうちになかったことにされた。なお審査員はその回の本選の顔ぶれが担当していた。
- 太字で記された挑戦者が各回の鉄人への挑戦権獲得者。ただしこの予選会を勝ち上がった挑戦者の中から鉄人に勝つ者は現れなかった。

### 第1回（テーマ料理：ギョウザ）
| 挑戦者             | 備考             |
| ------------------ | ---------------- |
| 山田誠司（日）     |                  |
| 今野正敏（日）     | 料理サークル会員 |
| 山蔵隆弘（日）     | 専門学校生       |
| ピレム・ラマ（尼） |                  |
| 丸山 剛（日）      | 周富徳の一番弟子 |

### 第2回（テーマ料理：オムライス）
| 挑戦者           | 備考 |
| ---------------- | ---- |
| 石戸谷 登（日）  |      |
| 阿部晋也（日）   |      |
| 大島将忠（日）   |      |
| 小早川陽青（日） |      |
| 谷口晴彦（日）   |      |

### 第3回（テーマ料理：スパゲティ）
| 挑戦者                     | 備考                                                                                |
| -------------------------- | ----------------------------------------------------------------------------------- |
| 米塚尚史（日）             | 特殊メークアップアーティスト フジテレビキャンペーンキャラクター・かえるのデザイナー |
| 松井雅美（日）             | 空間プロデューサー                                                                  |
| 成田直己（日）             |                                                                                     |
| 金栄必（韓）               |                                                                                     |
| インドラゴリ・パウロ（伊） |                                                                                     |

### 第4回（テーマ料理：コロッケ）
| 挑戦者                 | 備考                   |
| ---------------------- | ---------------------- |
| 橋野元樹（日）         | 高校生                 |
| ジャナン・ダラン（印） |                        |
| 工藤敏之（日）         | 坂井宏行の一番弟子     |
| 高橋裕之（日）         | ファッションデザイナー |
| 足立浩二（日）         |                        |

### 第5回（テーマ料理：春巻）
| 挑戦者                 | 備考                   |
| ---------------------- | ---------------------- |
| 苅部哲史（日）         |                        |
| トラン・ティ・レ（越） | 予選参加では唯一の女性 |
| 奥山 徹（日）          | 服部料理専門学校生     |
| 周 富輝（中）          |                        |
| 羅 拔威（香）          |                        |

## 特別番組/特別企画
正月などには特番として「完全なる料理の鉄人」が放送された。その舞台は日本国内に留まらず、香港、フランス、北京、ニューヨークなど世界各地で開催された。

### 海外決戦
1995年から始まった海外ロケ特番企画。

#### 1995年香港決戦
ワンマッチ形式
1995年3月31日放送
出場者…梁偉基（中）、周中（中）、道場六三郎（和）、陳建一（中）
- 第1試合…梁（先攻）VS陳（後攻）　テーマ食材…豚
  - 審査員…浅野ゆう子、岸朝子、呉家麗、蔡瀾

ジャッジ表
| 出場者 | 浅野 | 岸 | 呉 | 蔡 | 合計 | 得票 |
| ------ | ---- | -- | -- | -- | ---- | ---- |
| 梁     | 16   | 16 | 20 | 20 | 72   | 2    |
| 陳     | 17   | 18 | 15 | 10 | 60   | 2    |

- 第2試合…周（先攻）VS道場（後攻）　テーマ食材…大伊勢海老
  - 審査員…浅野ゆう子、岸朝子、ジャッキー・チェン、蔡瀾

ジャッジ表
| 出場者 | 浅野 | 岸 | ジャッキー | 蔡 | 合計 | 得票 |
| ------ | ---- | -- | ---------- | -- | ---- | ---- |
| 周     | 18   | 16 | 13         | 16 | 63   | 1    |
| 道場   | 20   | 20 | 19         | 16 | 75   | 4    |

#### 1996年フランス決戦
ワンマッチ形式
1996年4月12日放送
出場者…ベルナール・ルプランス（仏）、ピエール・ガニエール（仏）、坂井宏行（仏）、中村孝明（和）
審査員…島田陽子、岸朝子、ジョエル・ロブション、ピエール・トロワグロ
- 第1試合…ルプランス（先攻）VS中村（後攻）　テーマ食材…鮭

ジャッジ表
| 出場者     | 島田 | 岸 | ロブション | トロワグロ | 合計 | 得票 |
| ---------- | ---- | -- | ---------- | ---------- | ---- | ---- |
| ルプランス | 15   | 17 | 15         | 15         | 62   | 2    |
| 中村       | 17   | 18 | 13         | 13         | 61   | 2    |

- 第2試合…ガニエール（先攻）VS坂井（後攻）　テーマ食材…オマール

第2試合では、調味料を含めた食材を全て自分で購入した。
ジャッジ表
| 出場者     | 島田 | 岸 | ロブション | トロワグロ | 合計 | 得票 |
| ---------- | ---- | -- | ---------- | ---------- | ---- | ---- |
| ガニエール | 16   | 19 | 16         | 18         | 69   | 2    |
| 坂井       | 17   | 20 | 12         | 13         | 62   | 2    |

#### 1996年北京決戦中国四大料理対決
この大会では予選は1対1の対決ではなく4人対戦形式で行われた（決勝は従来通り1対1の対戦）。予選上位2名が決勝進出。陳と坂井の2人で陳の祖先の墓参りに向かうシーンも。四川省・成都から奥地へバスで2～3時間、さらに30度を超す暑さの中、2時間歩くシーンが放映された。
1996年10月11日放送
出場者…孫利平（北京）、蘇徳興（上海）、庄偉佳（広東）、陳建一（四川）
審査員…谷村新司、斉藤由貴、蔡瀾、コン・リー、岸朝子
- 予選　テーマ食材…鶏

ジャッジ表
| 出場者 | 試食順 | 谷村 | 斉藤 | 蔡 | コン | 岸 | 合計 | 順位 |
| ------ | ------ | ---- | ---- | -- | ---- | -- | ---- | ---- |
| 孫     | 1番    | 17   | 18   | 18 | 13   | 19 | 85   | 1位  |
| 蘇     | 2番    | 17   | 16   | 16 | 17   | 17 | 83   | 3位  |
| 庄     | 3番    | 15   | 15   | 13 | 13   | 16 | 72   | 4位  |
| 陳     | 4番    | 17   | 18   | 14 | 16   | 19 | 84   | 2位  |

- 決勝　孫（先攻）VS陳（後攻）　テーマ食材…フカヒレ

ジャッジ表
| 出場者 | 谷村 | 斉藤 | 蔡 | コン | 岸 | 合計 | 得票 |
| ------ | ---- | ---- | -- | ---- | -- | ---- | ---- |
| 孫     | 17   | 18   | 17 | 18   | 17 | 87   | 1    |
| 陳     | 18   | 19   | 18 | 17   | 18 | 90   | 4    |

優勝…陳建一

### Mr.IRON CHEF決定戦
1994年と1995年の2度にわたり開催された特番企画で、1994年は過去の勝利挑戦者から選抜で4名が出場し、トーナメント戦で勝ち上がった挑戦者が道場と対戦。なお、挑戦者同士の対戦が見られたのはこの時が初めてである。
1995年は道場引退試合を兼ねて当時の鉄人坂井と陳が道場への挑戦権をかけて対戦した。なお、鉄人同士の対戦が見られたのはこの時が初めてである。

#### 1994 Mr.IRON CHEF決定戦
1994年12月23日・1995年1月2日放送
出場者…程一彦（中）、山田宏巳（伊）、清水忠明（仏）、神田川俊郎（和）、道場六三郎（和・シード選手）
予選審査員…景山民夫、高田万由子、岸朝子
- 予選第1試合（1994年12月23日放送）　山田（先攻）VS神田川（後攻）　テーマ食材…伊勢海老
  - 勝者…神田川
- 予選第2試合（1994年12月23日放送）　清水（先攻）VS程（後攻）　テーマ食材…牛肉
  - 勝者…清水
- 予選決勝（1995年1月2日放送）　清水（先攻）VS神田川（後攻）　テーマ食材…アワビ
  - 勝者…神田川
- 1994 Mr.IRON CHEF決定戦（1995年1月2日放送）　神田川（先攻）VS道場（後攻）　テーマ食材…ブリ
  - 審査員…石坂浩二、高田万由子、橋本龍太郎、岸朝子
  - 1994 Mr.IRON CHEF…道場六三郎

番組本によると、フレンチの出場者は、当初、ジャック・ボリーが選ばれたが、ボリーは辞退している。そして、アルトア・ルターが選ばれて参戦することになったが、「クリスマスで店の予約がいっぱい」との理由でドタキャンしたと、制作スタッフは、怒りを露わにしている。そして、清水忠明が急遽選ばれ、常連客の了承を得て、出場したという。

#### 1995 Mr.IRON CHEF決定戦
1995年12月22日・1996年1月3日放送
出場者…坂井宏行（仏）、陳建一（中）、道場六三郎（和・シード選手）
- 対道場挑戦者決定戦（1995年12月22日放送）　陳（先攻）VS坂井（後攻）　テーマ食材…鶏
  - 審査員…栗本慎一郎、景山民夫、水野真紀、蔡瀾、岸朝子

ジャッジ表
| 出場者 | 栗本 | 景山 | 水野 | 蔡 | 岸 | 合計 | 得票 |
| ------ | ---- | ---- | ---- | -- | -- | ---- | ---- |
| 坂井   | 19   | 16   | 18   | 16 | 16 | 85   | 2    |
| 陳     | 20   | 18   | 17   | 15 | 17 | 87   | 3    |

対道場挑戦権獲得者…陳
- 1995 Mr.IRON CHEF決定戦兼道場引退試合（1996年1月3日放送）　陳（先攻）VS道場（後攻）　テーマ食材…牛肉　
  - 審査員…野村克也、浅野ゆう子、大島渚、蔡瀾、岸朝子

ジャッジ表
| 出場者 | 野村 | 浅野 | 大島 | 蔡 | 岸 | 合計 | 得票 |
| ------ | ---- | ---- | ---- | -- | -- | ---- | ---- |
| 陳     | 17   | 19   | 19   | 12 | 17 | 84   | 0    |
| 道場   | 19   | 20   | 20   | 17 | 19 | 95   | 5    |

1995Mr.IRON CHEF…道場六三郎

### 鉄人ワールドカップ
チャンピオンシップ大会とも言える特別企画。イタリアのジャンフランコ・ヴィッサーニ、フランスのピエール・ガニエール、アラン・パッサール、中国の許成ら、世界的にも著名なシェフが参戦し、鉄人と激闘を演じた。

#### 第1回大会 東京都有明（1995年）
1995年10月6日放送
出場者…ピエール・ガニエール（仏）、ジャンフランコ・ヴィッサーニ（伊）、許成（中）、道場六三郎（和）
- 第1試合（ヨーロッパ予選）　ヴィッサーニ（先攻）VSガニエール（後攻）　テーマ食材…マグロ
  - 審査員…木村太郎、岸朝子、蔡瀾、ジュリー・ドレフィス、ジョルジオ・リンドー

ジャッジ表
| 出場者       | 木村 | 岸 | 蔡 | ドレフィス | リンドー | 合計 | 得票 |
| ------------ | ---- | -- | -- | ---------- | -------- | ---- | ---- |
| ヴィッサーニ | 19   | 16 | 16 | 19         | 18       | 88   | 4    |
| ガニエール   | 17   | 15 | 18 | 18         | 17       | 85   | 1    |

- 第2試合（アジア予選）　許（先攻）VS道場（後攻）　テーマ食材…イカ
  - 審査員…第1試合と同じ

ジャッジ表
| 出場者 | 木村 | 岸 | 蔡 | ドレフィス | リンドー | 合計 | 得票 |
| ------ | ---- | -- | -- | ---------- | -------- | ---- | ---- |
| 許     | 10   | 14 | 14 | 13         | 13       | 64   | 0    |
| 道場   | 16   | 19 | 16 | 19         | 15       | 85   | 5    |

- 決勝戦　ヴィッサーニ（先攻）VS道場（後攻）　テーマ食材…鴨
  - 審査員…石坂浩二、鈴木杏樹、海部俊樹、蔡瀾、ジュリー・ドレフィス、ジョルジオ・リンドー

ジャッジ表
| 出場者       | 石坂 | 鈴木 | 海部 | 蔡 | ドレフィス | リンドー | 合計 | 得票 |
| ------------ | ---- | ---- | ---- | -- | ---------- | -------- | ---- | ---- |
| ヴィッサーニ | 16   | 17   | 17   | 10 | 19         | 19       | 98   | 3    |
| 道場         | 18   | 15   | 19   | 15 | 18         | 17       | 102  | 3    |

優勝…道場六三郎
この放送中にオウム真理教幹部上祐史浩が逮捕されるというニュースが入ったため、一時河田町本社（当時）報道フロアからの臨時ニュースに差し替えられた。

#### 第2回大会 京都府嵐山（1997年）会場／京都嵐山キッチンスタジアム
1997年10月10日放送
出場者…アラン・パッサール（仏）、パトリック・クラーク（米）、劉錫坤（中）、中村孝明（和）
審査員…北大路欣也、一色紗英、蔡瀾、岸朝子、ダニエル・バーマン、クリスチャン・ブサランク
- 第1試合（アジア予選）　劉（先攻）VS中村（後攻）　テーマ食材…牛肉

ジャッジ表
| 出場者 | 北大路 | 一色 | 蔡 | 岸 | バーマン | ブサランク | 合計 | 得票 |
| ------ | ------ | ---- | -- | -- | -------- | ---------- | ---- | ---- |
| 劉     | 19     | 15   | 12 | 16 | 14       | 14         | 90   | 0    |
| 中村   | 20     | 17   | 14 | 18 | 17       | 18         | 104  | 6    |

- 第2試合（欧米予選）　パッサール（先攻）VSクラーク（後攻）　テーマ食材…オマール

ジャッジ表
| 出場者     | 北大路 | 一色 | 蔡 | 岸 | バーマン | ブサランク | 合計 | 得票 |
| ---------- | ------ | ---- | -- | -- | -------- | ---------- | ---- | ---- |
| パッサール | 19     | 20   | 20 | 19 | 15       | 18         | 111  | 5    |
| クラーク   | 17     | 18   | 10 | 17 | 17       | 16         | 95   | 1    |

- 決勝戦　パッサール（先攻）VS中村（後攻）　テーマ食材…フォアグラ

ジャッジ表
| 出場者     | 北大路 | 一色 | 蔡 | 岸 | バーマン | ブサランク | 合計 | 得票 |
| ---------- | ------ | ---- | -- | -- | -------- | ---------- | ---- | ---- |
| パッサール | 19     | 17   | 20 | 17 | 14       | 18         | 105  | 3    |
| 中村       | 20     | 19   | 17 | 16 | 17       | 16         | 105  | 3    |

優勝者…中村孝明、アラン・パッサール（両者同点の為パッサールと中村の両者優勝）

### 大晦日お節決戦
1996年12月31日から翌1997年1月1日まで生放送。同年のフジテレビの年越し番組を務めた。
「大晦日お節決戦」（道場六三郎vs中村孝明）では、100人前を1時間40分で進行。調理は新年を迎える午前0時がタイムリミットというルールだった。助手は道場、中村双方の店より10名を選出。なおこの時は通常の審査員の他に、これまでの歴代の挑戦者も審査員として参加するなど、番組史上最大のスケールで行われた。坂井、陳は審査には参加せず、ゲスト解説者扱いとなる。ただ、試食時に箸が足りなかったのか、ゲスト審査員だった羽田孜は手で食べていたなど、ハプニングが絶えなかったようである。テーマ食材はお台場FCGビル前に設営された流鏑馬（やぶさめ）会場にて決定。「肉」「魚介」「野菜」の三つの的にそれぞれ四つの食材が割り当てられていた。放送は河田町社屋から送出されていたが、97年3月10日の移転を控えて96年秋から試験運用が行われていたお台場のFCGビルのスタジオが使われていた
出場者…中村孝明（和）、道場六三郎（和）　
テーマ食材…豚、サツマイモ、タコ
- 審査員…羽田孜・綏子夫妻、浅野ゆう子、景山民夫、落合博満・信子夫妻、梅宮辰夫・ヴィクトリアクラウディア梅宮夫妻、岸朝子、松本幸四郎・藤間紀子夫妻ほか歴代挑戦者計100名
- 対戦結果…中村55票、道場45票で中村の勝利

### 鉄人スペシャルタッグマッチ
イタリアンの鉄人・神戸が加わり、鉄人4人体制になったことから、鉄人対鉄人のタッグマッチを開催。スタジアムには主宰を模した氷像が飾られた。
1997年8月8日放送
出場者…陳建一、中村孝明（アジアチーム）、坂井宏行、神戸勝彦（ヨーロッパチーム）
テーマ食材…スイカ
- 審査員…栗本慎一郎、斉藤慶子、名高達男、岸朝子

ジャッジ表
| 出場者     | 栗本 | 斉藤 | 名高 | 岸 | 合計 | 得票 |
| ---------- | ---- | ---- | ---- | -- | ---- | ---- |
| 坂井・神戸 | 20   | 19   | 17   | 18 | 74   | 4    |
| 陳・中村   | 19   | 18   | 16   | 17 | 70   | 0    |

### 鹿賀主宰2000皿試食記念対決
今大会は中華、フレンチから各ジャンル3名の料理人が当時の現役鉄人をリーダーに据えてチームを組んでの団体戦となった。料理の完成度を高めるため、今大会のみ対決一週間前にテーマ食材が発表された。
1998年8月28日、9月4日放送
出場者（太字は各チームリーダー）…オールフレンチチーム（坂井宏行、石鍋裕、城悦男）、オールチャイニーズチーム（陳建一、脇屋友詞、宮本荘三）
テーマ食材…豚肉、すっぽん、バナナ（いずれも鹿賀の好物である）
- 審査員…栗本慎一郎、石井苗子、福井謙二、岸朝子

ジャッジ表
| チーム | 栗本 | 石井 | 福井 | 岸 | 合計 | 得票 |
| ------ | ---- | ---- | ---- | -- | ---- | ---- |
| 全仏   | 19   | 19   | 20   | 19 | 77   | 2    |
| 全中   | 20   | 20   | 19   | 18 | 77   | 2    |

両チーム同票かつ同点だが鹿賀の裁定でオールフレンチチームの勝利。

### インドネシア出張料理
1999年5月28日・6月4日放送
「主宰の古くからの友人、インドネシア国王、ハメンクブウォノ10世から「鉄人の料理を披露してもらいたい」という手紙が届いた。主宰はすぐさま2人の鉄人を手配した」という設定の元、実際にハメンクブウォノ10世を始めとした、インドネシア王室の方々に晩餐会にて、和の鉄人、道場六三郎と森本正治がその腕を披露した。

### 最強鉄人決定戦・世界最強シェフ決定戦
1999年9月10日から3週連続放送（レギュラー放送最終シリーズ）
レギュラー放送最終回となった「最強鉄人決定戦」「世界最強シェフ決定戦」には現役、名誉鉄人7人全員が一堂に会し（レギュラー放送では最初で最後）、石鍋と道場は審査員を務めた。
更にキッチンスタジアム最終戦「世界最強シェフ決定戦」開始前には6年間の歴代挑戦者200人（全員ではない）が入場するなど、番組史上最大のスケールとなった。
出場者…神戸勝彦（伊）、陳建一（中）、森本正治（和）、坂井宏行（仏）、アラン・パッサール（仏・シード選手）
- 最強鉄人決定戦 予選第1試合（1999年9月10日放送）　神戸（先攻）VS陳（後攻）　テーマ食材…東京X（豚）
  - 審査員…加納典明、菊池桃子、曙、岸朝子、石鍋裕

ジャッジ表
| 出場者 | 加納 | 菊地 | 曙 | 岸 | 石鍋 | 合計 | 得票 |
| ------ | ---- | ---- | -- | -- | ---- | ---- | ---- |
| 神戸   | 19   | 19   | 19 | 16 | 16   | 89   | 0    |
| 陳     | 20   | 20   | 20 | 19 | 17   | 96   | 5    |

- 最強鉄人決定戦 予選第2試合（1999年9月17日放送）　森本（先攻）VS坂井（後攻）　テーマ食材…ピーマン
  - 審査員…栗本慎一郎、真野響子、北大路欣也、細木数子、道場六三郎

ジャッジ表
| 出場者 | 栗本 | 真野 | 北大路 | 細木 | 道場 | 合計 | 得票 |
| ------ | ---- | ---- | ------ | ---- | ---- | ---- | ---- |
| 森本   | 19   | 19   | 19     | 19   | 18   | 94   | 0    |
| 坂井   | 20   | 20   | 20     | 20   | 20   | 100  | 5    |

- 最強鉄人決定戦 決勝戦（1999年9月24日放送・レギュラー放送最終回）　陳（先攻）VS坂井（後攻）　テーマ食材…オマール
  - 審査員…梅宮辰夫、浅野ゆう子、蔡瀾、細木数子、道場六三郎

ジャッジ表
| 出場者 | 梅宮 | 浅野 | 蔡 | 細木 | 道場 | 合計 | 得票 |
| ------ | ---- | ---- | -- | ---- | ---- | ---- | ---- |
| 陳     | 16   | 20   | 19 | 20   | 19   | 94   | 2    |
| 坂井   | 17   | 19   | 20 | 19   | 20   | 95   | 3    |

最強鉄人…坂井宏行
- 世界最強シェフ決定戦（1999年9月24日放送・レギュラー放送最終回／1997京都嵐山の事を考えての完全決着戦）　パッサール（先攻）VS坂井（後攻）　テーマ食材…龍崗鶏（ロンコンカイ）
  - 審査員…梅宮辰夫、三田佳子、蔡瀾、岸朝子、橋本龍太郎

ジャッジ表
| 出場者     | 梅宮 | 三田 | 蔡 | 岸 | 橋本 | 合計 | 得票 |
| ---------- | ---- | ---- | -- | -- | ---- | ---- | ---- |
| パッサール | 18   | 16   | 20 | 16 | 19   | 89   | 2    |
| 坂井       | 17   | 17   | 19 | 18 | 20   | 91   | 3    |

世界最強シェフ…坂井宏行

### 2000年料理始め(ミレニアムカップ)
この回では、従来の料理対決に加え、全出場者の料理の中から勝敗に関わらず、「21世紀に残しておきたいミレニアム・ディッシュ」を投票で決めるという志向だった。
- 第1試合　趙仁良（中）VS陳建一（中）　テーマ食材…アワビ
  - 審査員…加納典明、広末涼子、稲垣吾郎、チャイ・ラン、岸朝子

ジャッジ表
| 出場者 | 加納 | 広末 | 稲垣 | チャイ | 岸 | 合計 | 得票 |
| ------ | ---- | ---- | ---- | ------ | -- | ---- | ---- |
| 趙     | 17   | 19   | 15   | 9      | 16 | 76   | 0    |
| 陳     | 20   | 20   | 17   | 14     | 20 | 91   | 5    |

- 第2試合　ドミニク・ブシェ（仏）VS道場六三郎（日）　テーマ食材…神戸牛
  - 審査員…稲垣吾郎、広末涼子、渡哲也、チャイ・ラン、細木数子

ジャッジ表
| 出場者 | 稲垣 | 広末 | 渡 | チャイ | 細木 | 合計 | 得票 |
| ------ | ---- | ---- | -- | ------ | ---- | ---- | ---- |
| ブシェ | 18   | 20   | 16 | 17     | 19   | 90   | 2    |
| 道場   | 19   | 19   | 17 | 18     | 18   | 91   | 3    |

- ミレニアム・ディッシュ…ドミニク・ブシェ

### ニューヨーク日米決戦
2000年3月28日、『火・曜・特・番!!』（最終回）で放送。
「料理の鉄人」が海外で放送されていることを受け、鉄人たちがNYへ渡米。番組の前半はその様子を綴ったドキュメンタリーで構成。解説はデーブ・スペクター、冷蔵庫前レポーターには長野智子が担当。なお主宰はナレーションのみの出演。
- 森本正治（日）VSボビー・フレイ（米）　テーマ食材…ロッククラブ
  - 審査員…ドナ・ハノーバー、ザガット夫妻、ジョン・ウイリアムス

ジャッジ表
| 出場者 | ハノーバー | T・ザガット | N・ザガット | J・ウイリアムス | 合計 | 得票 |
| ------ | ---------- | ----------- | ----------- | --------------- | ---- | ---- |
| 森本   | 19         | 19          | 19          | 19              | 76   | 4    |
| フレイ | 18         | 17          | 15          | 18              | 68   | 0    |

### 21世紀料理始め
2戦とも過去に行われた対戦のリベンジという構成だった。
- 第1試合　神田川俊郎（日）VS坂井宏行（仏）　テーマ食材…鯛
  - 審査員…陣内孝則、秋吉久美子、野村忠宏、石原伸晃、細木数子

ジャッジ表
| 出場者 | 陣内 | 秋吉 | 野村 | 石原 | 細木 | 合計 | 得票 |
| ------ | ---- | ---- | ---- | ---- | ---- | ---- | ---- |
| 神田川 | 20   | 20   | 19   | 18   | 19   | 96   | 5    |
| 坂井   | 17   | 19   | 18   | 17   | 17   | 88   | 0    |

- 第2試合　ボビー・フレイ（米）VS森本正治（日）　テーマ食材…伊勢エビ
  - 審査員…峰竜太、菅野美穂、曙関、クリストファー・J・ラフルアー、岸朝子

ジャッジ表
| 出場者 | 峰 | 菅野 | 曙関 | クリストファー | 岸 | 合計 | 得票 |
| ------ | -- | ---- | ---- | -------------- | -- | ---- | ---- |
| フレイ | 17 | 18   | 20   | 17             | 17 | 89   | 4    |
| 森本   | 18 | 17   | 19   | 14             | 15 | 83   | 1    |

### JAPAN CUP 2002
本格的なレギュラー復活を視野に入れた演出で制作された。
主宰は鹿賀から本木雅弘に交代。新たに鉄人を据えるが、この時点では「候補」とし、美食アカデミーが挑戦者を当てて、査定する（この演出は今回のみ）。
本木の登場に際し、番組の冒頭でブラックジョークさながらに初代主宰の鹿賀を追悼した。
- 予選
  - 審査員…細木数子、道場六三郎、服部幸應
  - テーマ食材…車海老（伊）、豚（仏）、かぶ（和）

日本料理パートのみ、道場から該当者なしの判定が下されたため、後日日本料理パートのみ再予選を行った。
- 再予選
  - 審査員…同じ
  - テーマ食材…大根
- 準決勝A組 陳建一（中・シード選手）VS胡雄一郎（仏）　テーマ食材…タラバガニ
  - 審査員…加納典明、浅野ゆう子、曙親方、細木数子、主宰
  - 勝者…陳

ジャッジ表
| 出場者 | 加納 | 浅野 | 曙 | 細木 | 新主宰 | 合計 | 得票 |
| ------ | ---- | ---- | -- | ---- | ------ | ---- | ---- |
| 胡     | 15   | 19   | 18 | 17   | 14     | 83   | 0    |
| 陳     | 19   | 20   | 20 | 19   | 16     | 94   | 5    |

- 準決勝B組 野永喜三夫（和）VS田辺猛（伊）　テーマ食材…本マグロ
  - 審査員…放送では省略されたため不明
  - 勝者…野永
- 決勝戦　野永（和）VS陳（中）　テーマ食材…インギー鶏
  - 審査員…石原伸晃、浅野ゆう子、花田勝、岸朝子、主宰
  - 優勝…野永喜三夫

ジャッジ表
| 出場者 | 石原 | 浅野 | 花田 | 岸 | 新主宰 | 合計 | 得票 |
| ------ | ---- | ---- | ---- | -- | ------ | ---- | ---- |
| 野永   | 19   | 18   | 19   | 17 | 20     | 93   | 3    |
| 陳     | 17   | 19   | 18   | 18 | 19     | 91   | 2    |

## 再放送
放送終了後もCS放送・フジテレビ739やBSフジにて幾度か再放送された（2008年より休止していたが、2012年11月よりフジテレビONEで再開）。BSフジでは放送時間を1時間半に拡大し、従来の放送では放送されなかった未公開シーンも含めた『料理の鉄人 完全版』として放送された。

## 海外における料理の鉄人
下記の通り、多くの国で放送され話題を呼び、1995年にはエミー賞ポピュラーアーツ部門にノミネートされた。
北米でも本番組のフォーマットを使用した“USA版”が制作されており、その内のひとつである『Iron Chef America』が2006年初頭よりフジテレビ739・BSフジにて放送中。

### 詳細
料理の鉄人は、アメリカでもケーブルTV専門局FOOD NETWORKで放送され大好評となった。吹替えで放送されたが、主宰の鹿賀丈史が喋る部分のみ字幕となっていた。また、レポーターの太田真一郎が福井謙二に呼びかける際の「福井さん!」という部分はそのまま "Fukui-san!" とされた。陳建一の苗字は、中国語読みが採用され "Chen Kenichi" となった。
その後、フジテレビより版権を購入した他局 (UPN) が、アメリカ版 "Iron Chef USA" を制作・放送したが、再放送されていた本家『料理の鉄人』とのあまりの違いのため不評で、わずか1クールで終了の憂き目をみた。
2005年2月より、吹替版を放送していたFOOD NETWORKが "Iron Chef America"（アイアン・シェフ・アメリカ） の放送を開始。これは同局が、フジテレビ版の制作プロダクションである日本テレワークよりスタッフの派遣を受け、日本側の綿密な監修のもとに製作した、正真正銘のアメリカ版料理の鉄人である。正規の米国版の証拠として「Original Format Produced by 」の字幕と共に、フジテレビのロゴが番組最後に大きく表示される。
同番組には、Iron Chef Japaneseとして本家の3代目「和の鉄人」森本正治がレギュラー出演、スポット参戦的に本家の2代目「フレンチの鉄人」坂井宏行も出演している。司会者は「本家・初代主宰（鹿賀丈史）の甥」という設定になっているが、なぜか第1クールの番組オープニングでカンフーを披露していた。また、オープニングでは鹿賀と同じく左手にパプリカを持っているが、それを放り投げ右手に持っている青リンゴをかじるという本家へのオマージュも。独立した解説者は、Food Networkで個人のショーを持っているAlton Brownが、実況兼解説者という立場で試合中の放送を進行する。放送開始当初は、冷蔵庫前レポーターがおらず、フロアスタッフのメモをMCが読み上げていたが、途中から本家と同じ形でケビンという冷蔵庫前レポーター（米国版ではフロアレポーターと呼ぶ）が登場している。
同番組のキッチンスタジアムは2005年製と言うこともあり、ディープフライヤーやスモーカーの設置など、本家のものよりハイテク化・高機能化している。また、本家が宮殿の中をイメージしたセットになのに対し、アメリカ版は近未来を意識したセットになっている。
この「アメリカ版」は、日本でもフジテレビワンツーネクスト（スカパー!SD/HD、スカパー!e2、IP放送、ケーブルテレビ向け放送）でも日本語字幕入りで随時放映されている。
「料理の鉄人」はオーストラリアでも、SBSで放送されている。SBSはオーストラリアの多民族・多文化主義にのっとり、海外のテレビ番組を主に放送するテレビ局で、アメリカで放送されたものをSBSが輸入した形となっている。放送時間は毎週土曜20:30 - 21:15。CMをカットしているためノンストップで45分間放送される。オーストラリアでも「料理の鉄人」の知名度は高く、Iron Chef公式ブックも発売されている。
2010年10月19日から、毎週火曜日チャンネル７にてIron Chef Australiaを放映開始。
タイでは2012年1月25日からBBTV CH7にて"Iron Chef Thailand"が、ベトナムでは2012年6月6日からベトナムテレビジョン VTV4にて"Iron Chef Vietnam"が、イギリスでは2010年4月26日からチャンネル4で"Iron Chef UK"として現地製作されている。
2022年5月3日、フジテレビは番組フォーマットを定額制動画配信サービスのNetflixに販売し、アメリカにて『Iron Chef: Quest for an Iron Legend』（邦題:『アイアン・シェフ～伝説の鉄人を探求～』）を制作し、同年6月15日から世界190の国と地域に独占配信すると同時にブラジルとメキシコでもそれぞれ現地版を制作・世界配信することを発表した。日本版最初期の「鉄人に勝利した挑戦者による決選大会を経て『料理の鉄人』の称号と金の包丁が与えられる」という設定・ルールを引き継ぎ、エピソードごとに挑戦者1人が主宰が選んだ鉄人と対決。テーマ食材も「屋台料理」などシチュエーションや「料理全てに火を通す」など調理法に指定されるようになった。鉄人に勝利した挑戦者の中で最高得点者1人が最終エピソードで鉄人5人のチームと対決。ここで勝てば『鉄人レジェンド』の称号と金の包丁が与えられる。

## パロディ
- 1994年10月以降の『北野ファンクラブ』にて、ビートたけしがバイク事故により出演休止中のつなぎ企画としてたけし軍団が一般素人の女性をスカウトして料理を作らせる「料理の凡人」というコーナーが有り、ご意見番として当番組の出演者の服部幸應も出演していた。キッチンは服部栄養専門学校を使用。
- 朝日放送の『ざこば・鶴瓶らくごのご』で、「らくごの鉄ビン」というパロディ特番が企画された。
- 1996年の衆議院議員総選挙では、自由民主党の静岡県選出の候補者をまとめて紹介する政見放送が当番組のパロディーになっており、「政治の鉄人」として候補者が舞台にせり上がった[注 32]。
- 本放送終了後の1999年12月27日に放送された『HEY!HEY!HEY! MUSIC CHAMP』の特番で、本物のキッチンスタジアムを使った料理対決を行っている。主宰（番組MC）を浜田雅功が務め、道場・坂井と共にHEY!HEY!HEY!のMCだった松本人志が陳に代わる中華の鉄人として登場した。当時松本と番組で数々の対決を繰り広げていた福山雅治がタコをテーマ食材として対決。解説に服部、審査員に加納・岸（他に加賀まりこ、北大路欣也）も参加する等、本放送さながらに行われた。結果は4-0で福山が圧勝。
- 2008年～2009年にかけて、『ジャンクSPORTS』で不定期に「アスリート料理の鉄人」が行われた。なお、ロゴこそ本家そのままであるが、料理の舞台は普通のキッチンである。
- 逆に本番組でも、当時の「F1グランプリ」のフォーマットの一部がパロディ的に拝借されたことがある。一例として、調理中の派手なシーン（フランベで鍋から上がる火柱など）のリプレイの際に画面隅に「R」と字幕が出たり、画面下部に対戦者の名前が「F1グランプリ」の様式の字幕で表示される（国籍表示の国旗のスペースには美食アカデミーの紋章などが表示された）など。
- ソーシャルゲームにおいても、2014年12月には『アイドルマスター ミリオンライブ!』（GREE版・サービス終了済）内で当番組をモチーフにしたパロディイベント「年越し！アイドル美食グランプリ」が開催された。オープニングで鹿賀がパプリカを齧るオマージュで、主宰役の四条貴音が生の人参を齧る描写がある。鉄人役は三浦あずさ・舞浜歩・宮尾美也が担当。
- NHK連続テレビ小説『まれ』第60回（2015年6月6日放送）のストーリー内にて『料理の巨人』(TITAN CHEF) という架空の番組が登場、ユズをテーマ食材としたスイーツ対決を行った。「主催者」に山口馬木也、司会に福澤朗、審査員には服部のほか芝田山親方、ドラマの製菓指導を担当し『鉄人』でも神戸を破っている辻口博啓も出演している。
- 2017年12月28日に日本テレビ系列で放送された『得する人損する人』2時間SPで、「高校生スピード料理王」という企画を放送。これに鹿賀がゲストの一人として出演、料理開始の時に当番組で叫んだ「アレ・キュイジーヌ!!」を再現した。
- テレビアニメ『レイトン ミステリー探偵社 〜カトリーのナゾトキファイル〜』44話「カトリーエイルと料理の超人」（2019年2月17日放送）では主人公達が料理対決をする内容で、対決用のキッチンや、鹿賀扮する主宰に似た風貌・口癖のキャラクター「アージ・ミサダメール」が登場。BGMや判定時の効果音も『鉄人』と全く同じものが使用された。
- 2019年4月30日にNHK総合テレビで放送された『ゆく時代くる時代〜平成最後の日スペシャル〜』で、当番組とNHK番組『きょうの料理』を合わせた企画を放送。実況はフリーとなった福井謙二が担当し、「鉄人」は当番組から道場・陳・坂井が出演した。なお「主宰」役は鹿賀ではなく天野ひろゆきが担当した。
- 月刊コロコロコミックに掲載されていたギャグ漫画『星のカービィ デデデでプププなものがたり』（著・ひかわ博一）の「すし三番勝負、カービィVSデデデ大王!!」（『小学四年生』1997年1月号、および単行本5巻12話に掲載）では、登場人物のポピーが鹿賀に扮して「わたしの記憶が確かならば、〜」の口上から初め、「蘇るがいい、アイアンシェフ！」で鉄人役のデデデ大王を呼び出し、「アーレ・キュイジーヌ！」で料理対決を始めるというパロディ描写があった。
- TBSテレビの『ラヴィット!』が、オープニング（スタジオ展開企画パート）で料理対決を行う際に、アナウンサーによる実況をつけるスタイル・本番組のテーマ曲やSE・試食開始時の審査員人名テロップのデザインなどを取り入れたパロディ企画を放送している。なお、『ラヴィット!』水曜日の制作チームには、本番組の制作会社だった日本テレワークの継承会社・NEXTEPからも参加している（ただし、放送時刻が5分間重なっている裏番組との兼ね合いで、エンドロールでの表記は『TWS』となっている）。

## スタッフ
- 企画編成：金光修、石原隆、鈴木吉弘（フジテレビ）、小川泰（途中から）
- 構成：うどん熊奴／小山薫堂、伊藤正宏

※小山は番組開始当初、裏番組の『進め!電波少年』の構成も担当していたため「うどん熊奴」名義（「こやまくんどう」のアナグラム）での参加。以降、この番組以外でも「うどん熊奴」名称を使っている。
- アドバイザー：川井凡、永弘道（ホームラン研究所）
- 演出：田中経一
- ディレクター：馬越崇史、市島晃生、指田博俊、若菜洋、大谷卓、鈴木千夏、中村智美、田口理絵、兀下優子、奥村裕吉、大橋晴夫
- プロデューサー：古賀憲一、松尾利彦
- アシスタントプロデューサー：麻生華子
- ナレーター：牧原俊幸

※第1回目、第2回目の予選・試食パートおよび「JAPAN CUP 2002」全般を担当。
- カウントダウンの声：住友優子
- アートディレクション：対比地一正
- ビジュアルクリエイター：薗部健（TDKコア）
- フォトグラファー：魚返一真
- 編集：山本正明、井上博信
- ライン編集：木村健児
- ＭＡ：渡辺究（TDKコア）
- 音響効果：角千明（プロジェクト80）
- ロケ技術：野々村政行
- ＴＤ：中川清幸
- カメラ：加瀬俊弘、竹内弘佳、古俣智則
- ＶＥ：吉田正美、田中秀穂、三代田俊雄
- 音声：石塚良夫、飯塚明
- 照明：今戸利彦（FLT）
- マルチ：丸山明道（メディアクリエイションジャパン）
- クレーン：明光セレクト
- 美術プロデューサー：山田茂夫 → 松沢由之
- 美術デザイン：石森慎司
- 美術進行：船場文雄、楫野淳司 → 山根安雄
- 装置：那須野清（途中から）
- メカニック：鈴木洋
- 視覚効果：倉谷美奈絵
- セット装飾：高野城二
- フロア装飾：熊谷好恵
- メイク：海老原直子
- ディスプレイ：野口隆二
- タイトルロゴ：下村哲也
- ＣＧデザイン：桃園隆夫
- 衣裳スタイリスト：江島モモ、波多野としこ
- フードスタイリスト（初期）：目黒美緒
- フードコーディネーター（中期から）：結城摂子、尾身奈美枝
- 広報：小笠原恵美子 → 名須川京子 → 猪熊伴子
- ＴＫ：水野久美（M&M）
- 協力：服部栄養専門学校
- 技術協力：八峯テレビ
- 制作協力：日本テレワーク
- 制作著作：フジテレビ

## ネット局
| 放送対象地域  | 放送局             | 系列                                         | ネット形態             | 備考              |
| ------------- | ------------------ | -------------------------------------------- | ---------------------- | ----------------- |
| 関東広域圏    | フジテレビ         | フジテレビ系列                               | 制作局                 |                   |
| 北海道        | 北海道文化放送     | フジテレビ系列                               | 同時ネット             |                   |
| 青森県        | 青森放送           | 日本テレビ系列                               | 遅れネット             |                   |
| 岩手県        | 岩手めんこいテレビ | フジテレビ系列                               | 同時ネット             |                   |
| 宮城県        | 仙台放送           | フジテレビ系列                               | 同時ネット             |                   |
| 秋田県        | 秋田テレビ         | フジテレビ系列                               | 同時ネット             |                   |
| 山形県        | さくらんぼテレビ   | フジテレビ系列                               | 同時ネット             | 1997年4月開局から |
| 福島県        | 福島テレビ         | フジテレビ系列                               | 同時ネット             |                   |
| 山梨県        | テレビ山梨         | TBS系列                                      | 遅れネット             |                   |
| 新潟県        | 新潟総合テレビ     | フジテレビ系列                               | 同時ネット             |                   |
| 長野県        | 長野放送           | フジテレビ系列                               | 同時ネット             |                   |
| 静岡県        | テレビ静岡         | フジテレビ系列                               | 同時ネット             |                   |
| 富山県        | 富山テレビ         | フジテレビ系列                               | 同時ネット             |                   |
| 石川県        | 石川テレビ         | フジテレビ系列                               | 同時ネット             |                   |
| 福井県        | 福井テレビ         | フジテレビ系列                               | 同時ネット             |                   |
| 中京広域圏    | 東海テレビ         | フジテレビ系列                               | 同時ネット             |                   |
| 近畿広域圏    | 関西テレビ         | フジテレビ系列                               | 同時ネット             |                   |
| 鳥取県 島根県 | 山陰中央テレビ     | フジテレビ系列                               | 同時ネット             |                   |
| 岡山県 香川県 | 岡山放送           | フジテレビ系列                               | 同時ネット             |                   |
| 広島県        | テレビ新広島       | フジテレビ系列                               | 同時ネット             |                   |
| 愛媛県        | テレビ愛媛         | フジテレビ系列                               | 同時ネット             |                   |
| 高知県        | 高知放送           | 日本テレビ系列                               | 遅れネット             | 1997年3月まで     |
| 高知県        | 高知さんさんテレビ | フジテレビ系列                               | 同時ネット             | 1997年4月開局から |
| 福岡県        | テレビ西日本       | フジテレビ系列                               | 同時ネット             |                   |
| 佐賀県        | サガテレビ         | フジテレビ系列                               | 同時ネット             |                   |
| 長崎県        | テレビ長崎         | フジテレビ系列                               | 同時ネット             |                   |
| 熊本県        | テレビ熊本         | フジテレビ系列                               | 同時ネット             |                   |
| 宮崎県        | テレビ宮崎         | フジテレビ系列 日本テレビ系列 テレビ朝日系列 | 遅れネット             |                   |
| 鹿児島県      | 鹿児島テレビ       | フジテレビ系列                               | 遅れネット →同時ネット | [ 注 33 ]         |
| 沖縄県        | 沖縄テレビ         | フジテレビ系列                               | 同時ネット             |                   |

なお、テレビ大分では全曜日23時以降から放送終了まで日本テレビ系列となるため、時差ネットや大分放送への番販もなく放送されることはなかった。

## スポンサー
番組開始当初の日曜夜10時半時代は複数スポンサーで、金曜夜11時に移行した1994年4月から日産自動車をメイン提供にした複数社提供となり、1994年10月から1999年3月までは日産自動車の一社提供となった。1999年4月から放送終了までは、再び日産自動車を含む複数社提供となった。
一社提供時代のオープニングでは「私の記憶が確かならば、この番組は日産自動車の提供でお送りします」という鹿賀主宰の提供読みが流れていた時期もあった。また、放映される日産自動車のCMにも、鹿賀が主演する同番組専用版がいくつか存在し（例えば、BCNR33系スカイラインGT-RやC34系ローレル等）、やはり「私の記憶が確かならば～」のくだりを使用している。
ただし、最後のCMパートでは日清製粉（当番組では粉類は同社のものを使用していた）や花王のCMを放送していたこともある。
また、『世界の恋人』も一社提供時代に流れていた。なお、放送が拡大された場合は一社提供のオープニングが「ここからの番組は～」と提供読みが異なったこともあった。（金曜夜9時、夜10時台は当時の『金曜エンタテイメント』のスポンサー各社が提供していた。）
当番組終了後も金曜夜11時台における日産自動車の一社提供は放送時間を変更した上で『プレゼンタイガー』まで続いた（2001年9月終了）。

## メディア展開

### 書籍
- 料理の鉄人 完全レシピ集 （幻冬舎） 1994年12月発行 ISBN 4-87728-037-5

番組内で作られた料理を解説したレシピ集。
- 料理の鉄人 完全レシピ集 Part2（幻冬舎） 1995年3月発行 ISBN 4-87728-045-6
- 小説・料理の鉄人 （扶桑社文庫、全5巻）

美食アカデミーが実在するという設定で書かれたフィクション。鉄人や挑戦者たちが実名で登場しており、番組開始直後から1995年ごろまでに実際に行われた対決を題材としている（「実話に基づいたフィクション」という形であるといえる）。小山薫堂が執筆。
- 1巻「道場六三郎 対 周富徳・富輝の戦い」 1994年8月発行 ISBN 4-59401-504-2
- 2巻「陳建一 対 フレンチの刺客」 1994年10月発行 ISBN 4-59401-557-3
- 3巻「坂井宏行 対 フレンチの刺客清水忠明 和の刺客小山裕久」 1994年12月発行 ISBN 4-59401-608-1
- 4巻「道場六三郎 対 神田川一門」 1995年1月発行 ISBN 4-59401-650-2
- 5巻「さらばキッチンスタジアム! そして世界へ」 1995年4月発行 ISBN 4-59401-720-7

- 「道場六三郎」「坂井宏行」「陳建一」スーパーシェフ写真伝（近畿日本ツーリスト）1996年1月発行 ISBN 4876383618
- 料理の鉄人大全 （フジテレビ出版） 2000年2月発行 ISBN 4-59402-835-7

番組開始からレギュラー放送終了までの全対戦表や様々なエピソードをまとめた一冊。

### ゲーム
- 料理の鉄人 KITCHEN STADIUM TOUR （博報堂マルチメディアエンターテイメンツ、セガサターン）

1996年2月23日発売。内容はこれまで放送した番組のデータベースソフトである。
セガサターンマガジンソフトレビューでは5、6、6の23点（平均5.66点）。レビュアーはポリゴンを使用したスタジアムはOPの鹿賀丈史がいいだけにチープな出来で残念とした者や立体感はあるがスムーズなプレイの妨げになっている気がするとした者がおり、インターフェースや操作が不親切、クイズは結構単調で問題の冒頭に必ず「あなたの記憶が正しければ」とあるのは楽しいのは最初だけで後はうざったい、映像の画質はまあまあいいが膨大な数があるなら料理のレシピも多く収録して欲しかった、全体的に消化不良な印象でずっと映像を見ているだけのゲーム性の薄さだとした一方で、出演者の店の地図が見られるおかげで興味があれば出かけることが可能で番組のファンにはたまらないゲームだとした。
- 料理の鉄人forGREE 新たな挑戦者達 （enish）

GREEアプリとして2011年6月15日事前登録開始、同年7月26日正式リリース。2013年11月22日にMobageアプリ、12月26日にdゲームアプリに対応。
ユーザーは数百種類に及ぶ多彩なレシピをマスターして料理の腕を磨いていく。和の鉄人・道場六三郎、フレンチの鉄人・坂井宏行、中華の鉄人・陳建一たちとキッチンスタジアムで料理対決ができるソーシャルゲームである。ゲームオリジナルキャラクターとして美食アカデミー初代主宰の姪・サキが登場し、ゲームのナビゲーター役を務める。

### パチンコ
- CR料理の鉄人 （ビスティ）

2009年10月発売・導入。
鹿賀・陳・道場・坂井・服部・岸などといったお馴染みの出演者の他、番組で名勝負を繰り広げた周富徳・神田川俊郎も出演する。冷蔵庫前レポーターの太田真一郎は実況（オリジナルで言う福井アナのポジション）として登場している。